# فهرست نظریه‌پردازان لیبرال
فهرست نظریه‌پردازان لیبرال (به انگلیسی: List of liberal theorists) شامل مشارکت‌کنندگان در مباحث لیبرالیسم کلاسیک و لیبرالیسم سیاسی با فیلسوفان عصر روشنگری مرتبط هست. لیبرالیسم به عنوان یک ایدئولوژی مشخصاً در اواخر سده هجدهم نامگذاری شده و به عنوان جنبشی به سمت خودگردانی و دور شدن از اشرافیت آغاز شد که شامل ایده‌های تعیین سرنوشت، اولویت فرد و ملت در برابر دولت و مذهب به عنوان واحدهای اساسی حقوق، سیاست و اقتصاد بود.
ویژگی‌های لیبرالیسم:
آزادی، آزادی‌خواهی، آزادی فردی، آزادی مدنی، برابری فرصت، آزادی اندیشه، آزادی بیان، تحدید قدرت دولت، اقتصاد بازار، بازار آزاد، اقتصاد مختلط، شفافیت دولت، لیبرال دموکراسی، انتخابات آزاد، حقوق شهروندان، قانون، حاکمیت قانون، مالکیت خصوصی، لسه فر...
از زمانی لیبرالیسم گسترش یافت که طیف گسترده‌ای از رویکردهای آمریکایی را دربرگرفت: رونالد دورکین، ریچارد رورتی، جان رالز، فرانسیس فوکویاما، آمارتیا سن هندی و  هرناندو دو سوتو اهل پرو. برخی از این افراد پیش از گرایش به لیبرالیسم از آن دور بودند و برخی دیگر طرفدار ایدئولوژی دیگری بودند. دیدگاه‌های مختلفی در مورد محتویات لیبرالیسم وجود دارد.
برخی از لیبرال‌ها احساس می‌کنند برخی از نظریه‌پردازان فهرست حاضر لیبرال واقعی نیستند. فهرست موجود، پیشنهادی است تا جامع و مانع شود.
نظریه‌پردازانی که عمده ایده‌هایشان برای یک کشور خاص بود، باید در بخش لیبرالیسم جهانی آن کشور فهرست شوند. نکته دیگر اینکه، عموماً فقط اندیشمندان فهرست می‌شوند و سیاستمدارانی در فهرست قرار گرفته‌اند که در کنار فعالیت سیاسی، سهم چشمگیری نیز در گسترش نظریه لیبرال داشته‌اند.

## مشارکت‌کنندگان کلاسیک در لیبرالیسم

### ارسطو

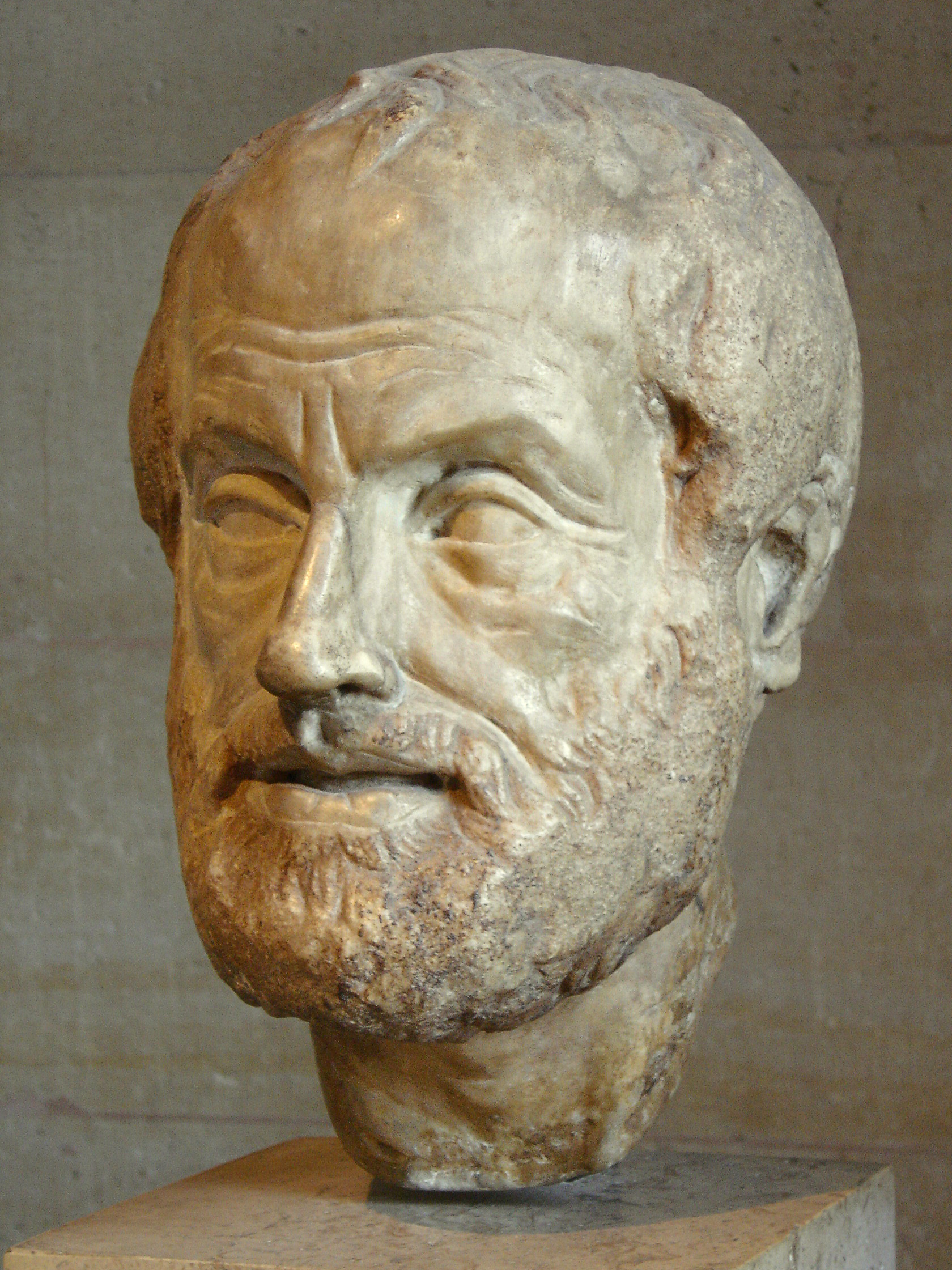
ارسطو یونانی

ارسطو (آتن، ۳۸۴–۳۲۲ پ. م) در میان نظریه‌پردازان سیاسی به سبب کتاب مهم «سیاست» مورد احترام است. او از طریق مشاهده‌هایش در مورد اشکال مختلف حکومت و ماهیت انسان، کمک‌های ارزشمندی به پیدایش نظریه لیبرال کرد. ارسطو با این ایده شروع می‌کند که بهترین دولت آنست که فعالیت کند تا زندگی مردم «شاد» شود. ارسطو شش شکل حکومت را در نظر می‌گیرد: مونارشی، آریستوکراسی (اشرافیت) و جمهوری از یک طرف به عنوان اشکال «مناسب» و استبدادی، الیگارشی و دموکراسی به عنوان اشکال «نامناسب» حکومت. ارسطو، مونارشی را بخاطر؟ شهروندان، الیگارشی را بخاطر گرایش بیش از حد به سود، استبداد را بخاطر عمل برخلاف میل مردم، دموکراسی را بخاطر خدمت به فقرا رد می‌کند. او اریستوکراسی (که امروزه، شایسته‌سالاری نامیده می‌شود) را به عنوان حکومت ایده‌آل ولی در نهایت غیرممکن می‌داند. ارسطو سرانجام به نتیجه سیاست ترکیبی بین دموکراسی با الیگارشی می‌رسد، جایی که اکثریت می‌توانند رأی دهند ولی فرمانداران از میان ثروتمندان با فضیلت انتخاب می‌شوند را بهترین سازش بین آرمان‌گرایی و واقع‌گرایی می‌داند.
علاوه بر این، ارسطو از مالکیت خصوصی حمایت جدی داشت. او استدلال افلاطون مبنی بر جمع‌گرایی برای جامعه را رد کرد که در آن خانواده و دارایی مشترک هستند: ارسطو این بحث را مطرح می‌کند که وقتی فرزند یا زمین شخصی به حق متعلق به خود اوست، تلاش بسیار بیشتری برای پرورش آن کالا به کار می‌گیرد تا بهبود نهایی جامعه انجام شود. او به قبایل بربر زمان خود اشاره می‌کند که در آنها دارایی مشترک بود و تنبل‌ترین آنها همیشه مقادیر زیادی غذا را می‌بردند که توسط سخت‌کوش‌ترین افراد پرورش یافته‌اند.

### لائوتسه
لائوتسه فیلسوف و نویسنده چینی بود که بنیانگذار تائوئیسم به‌شمار می‌آید.

## اومانیسم

### نیکولو ماکیاولی

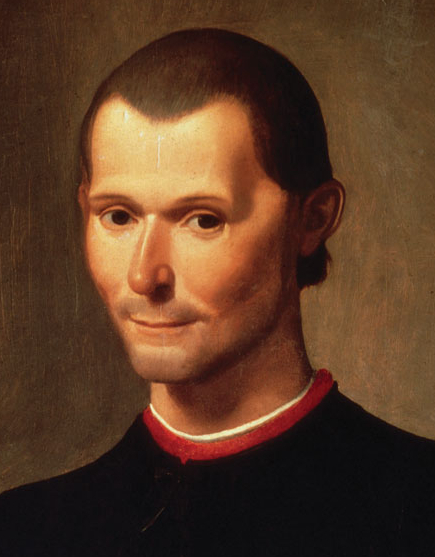
نیکولوماکیاولی

نیکولو ماکیاولی (فلورانس، ۱۴۶۹–۱۵۲۷)، که بیشتر به خاطر «شهریار» بنیانگذار فلسفه سیاسی رئالیستی بود. از حکومت جمهوری‌خواهی، ارتش شهروندان، حفاظت از دارایی شخصی، و کاهش مخارج دولت برای آزادی‌های یک جمهوری حمایت کرد. او به‌طور گسترده در مورد نیاز به ابتکار فردی - فضیلت - به عنوان یک ویژگی اساسی دولت با ثبات نوشت. وی استدلال می‌کرد آزادی خیر اصلی است که دولت باید از آن محافظت کند و «افراد خوب» قوانین خوبی وضع می‌کنند در حالی که افرادی که فضیلت خود را از دست داده‌اند، به سختی می‌توانند آزادی‌های خود را حفظ کنند. در کتاب «گفتارهایی دربارهٔ لیوی›، واقع‌گرایی را به عنوان ایده اصلی مطالعات سیاسی ترسیم کرد و جمهوری‌ها را بر شاهزاده‌ها ترجیح داد.
با این حال، نظر ماکیاولی با تفکر لیبرال واقعی تفاوت‌هایی دارد زیرا او تا آخر به مزایای حکومت شاهزاده توجه داشت. وی بیان می‌کند رهبران جمهوری‌خواه اگر می‌خواهند یک جمهوری را اصلاح کنند، باید «به تنهایی» عمل کنند و مثالی از رومولوس ارائه می‌کند که برادر و هم فرمانروای خود را کشت تا شهری بزرگ بسازد. جمهوری‌ها در صورت لزوم برای حفظ ساختار حکومت باید به اقدامات خودسرانه و خشونت‌آمیز اقدام کنند زیرا ماکیاولی می‌گوید باید افکار عدالت‌گرا و انصاف‌گرا را نادیده بگیرند.
لیبرال‌های ضد دولت‌گرا، بی‌اعتمادی ماکیاولی را پیام اصلی او می‌دانند و وی را با این سفارش یاد می‌کنند: برای داشتن یک دولت قوی تحت رهبری قوی، باید از هر ابزاری برای تثبیت موقعیت خود استفاده کرد در حالی که لیبرالیسم، ایدئولوژی آزادی فردی و انتخاب‌های داوطلبانه است.
- ادبیات مشارکتی:
  - گفتارهای ماکیاولی، ۱۵۱۲–۱۵۱۷ (گفتمان در مورد دهه اول تیتوس لیویوس)

### دزیدریوس اراسموس

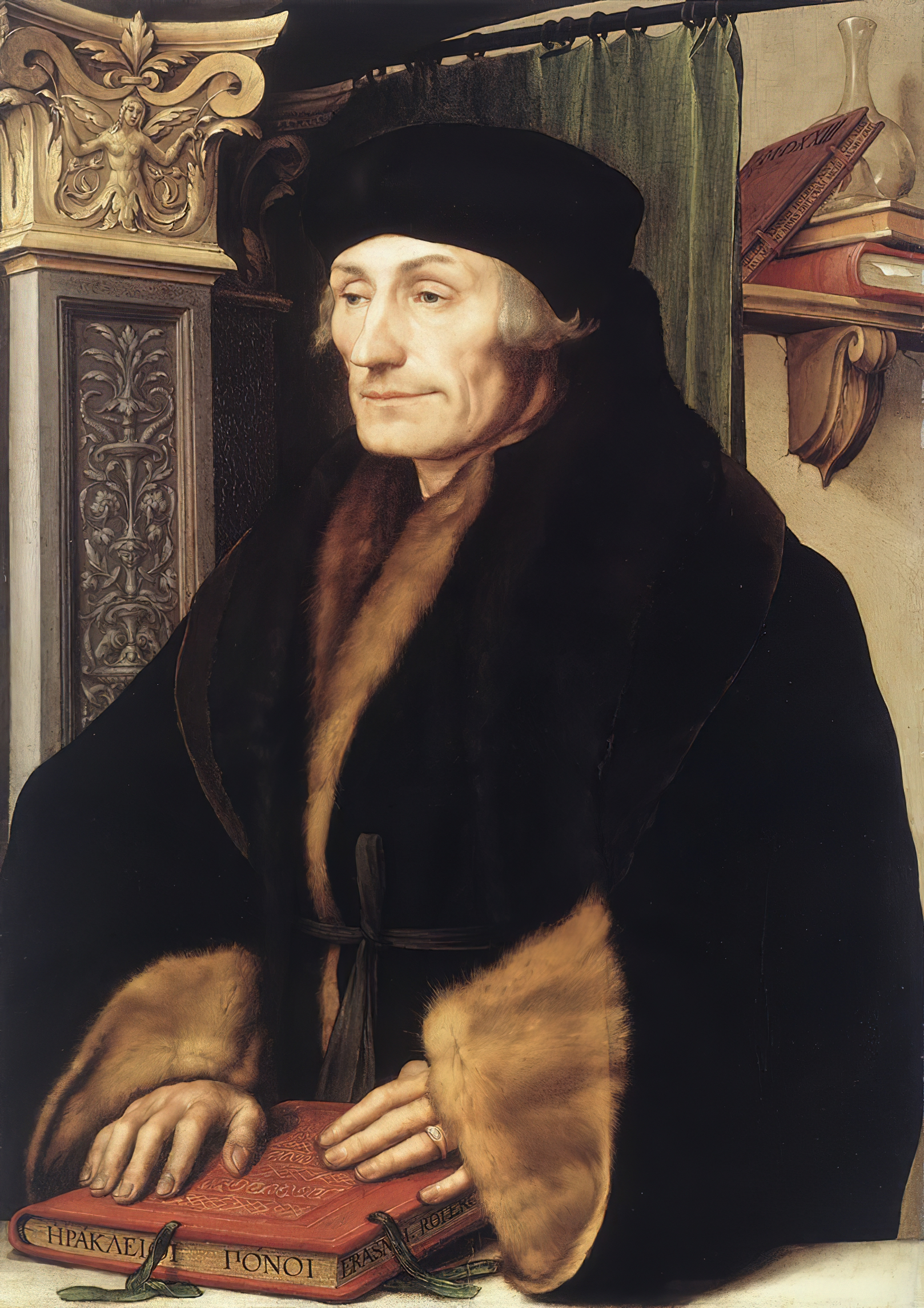
دزیدریوس‌اراسموس

دزیدریوس اراسموس (هلند، ۱۴۶۶–۱۵۳۶) مدافع اومانیسم، منتقد علایق ریشه‌دار، غیرعقلانی و خرافات بود. جوامع اراسموسیایی در سراسر اروپا تا حدی در واکنش به آشفتگی اصلاحات شکل گرفتند. در مقایسه یا مقایسه با انتخاب آزاد، (۱۵۲۴)، او اغراق لوتری در مورد محدودیت‌های آشکار آزادی انسان را تحلیل می‌کند.
- ادبیات مشارکتی:
  - در ستایش دیوانگی، ۱۵۰۹ ، ۱۳۷۶: مترجم حسن صفاری، تهران: فرزان روز
  - مقایسه یا مقایسه با انتخاب آزاد، ۱۵۲۴

### اتین دو لا بوئسی
اتین دو لا بوئسی (فرانسه، ۱۵۳۰–۱۵۶۳) نویسنده، قاضی و نظریه‌پرداز سیاسی فرانسوی بود. به گفته اتین، مسئله اصلی فلسفه سیاسی این بود که چگونه مردم اراده جباریت را می‌پذیرند.
- ادبیات مشارکتی:
  - گفتار در مورد بندگی داوطلبانه، ۱۵۷۷

### هوگو گروتیوس
هوگو گروتیوس (هلند ۱۵۸۳–۱۶۴۵)
- ادبیات مشارکتی:
  - ماری لیبروم، ۱۶۰۶
  - حقوق جنگ و صلح، ۱۶۲۵

### توماس هابز

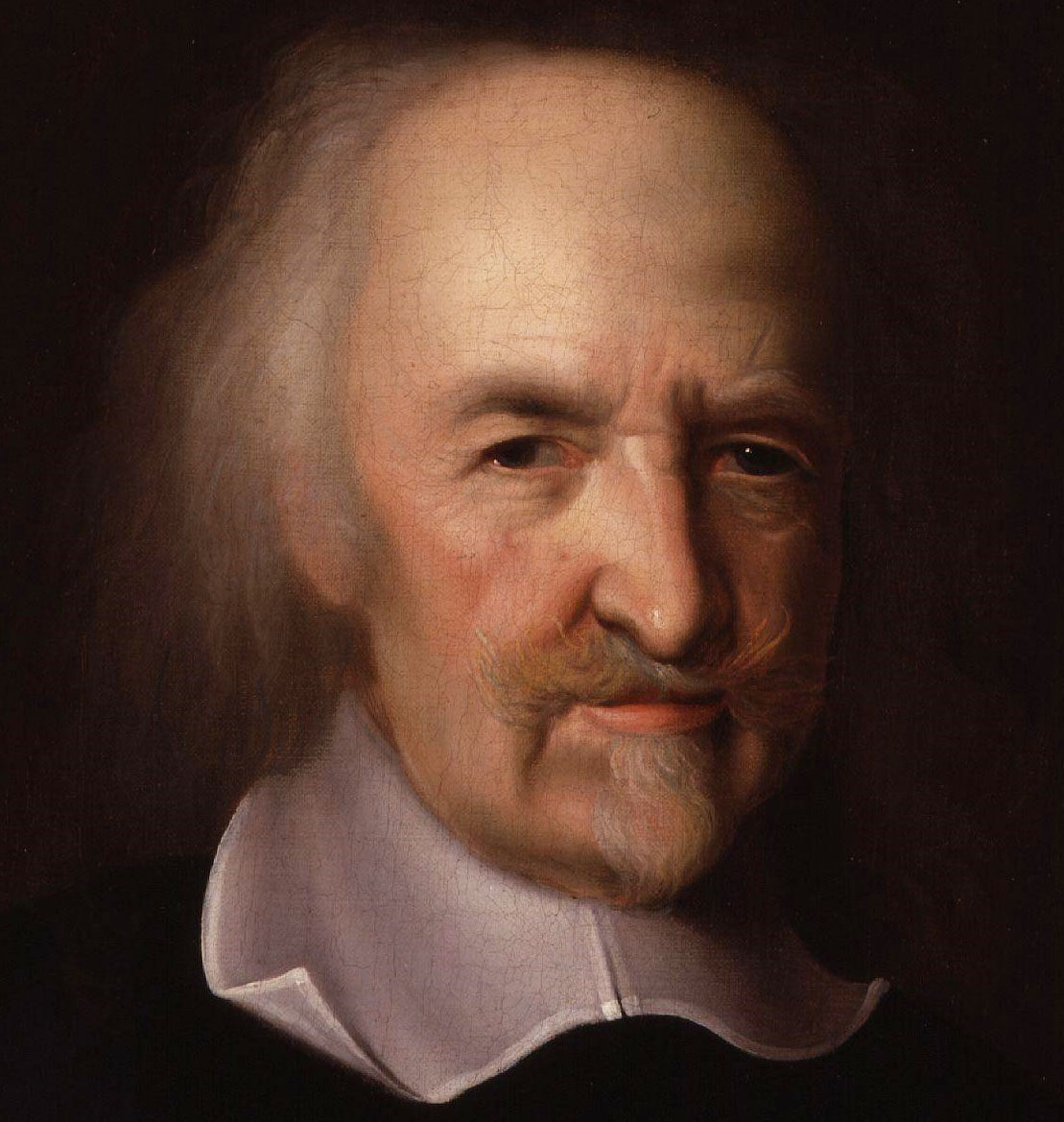
توماس هابز

توماس هابز (انگلستان، ۱۵۸۸–۱۶۷۹) این نظریه را مطرح کرد: حکومت نتیجه اعمال فردی و صفات انسانی است و انگیزه آن در درجه اول «منافع» است. اصطلاحی که در بسط نظریه لیبرال در مورد دولت و اقتصاد سیاسی بسیار مهم خواهد بود زیرا اساس این ایده است که افراد می‌توانند خودگردان و خود تنظیم شوند. اثر او لویاتان از این دیدگاه حمایت نمی‌کرد ولی در عوض تنها یک دولت قوی می‌توانست از علاقه کنترل نشده جلوگیری کند: با این حال، موضع پروتو لیبرالی را در استدلال برای «حق طبیعت»، حق دفاع از خود، حتی در برابر دولت، ارتقا داد. اگرچه موضع ایدئولوژیک وی قابل بحث است ولی آثارش بر لاک، همیلتون، جفرسون، مدیسون و بسیاری از لیبرال‌های دیگر تأثیر گذاشت.  اشتراوس، هابز را به عنوان «پدر لیبرالیسم» معرفی کرده‌است.
- ادبیات مشارکتی:
  - لویاتان، ۱۶۵۱ (رساله الهیاتی - سیاسی)

### بارخ اسپینوزا

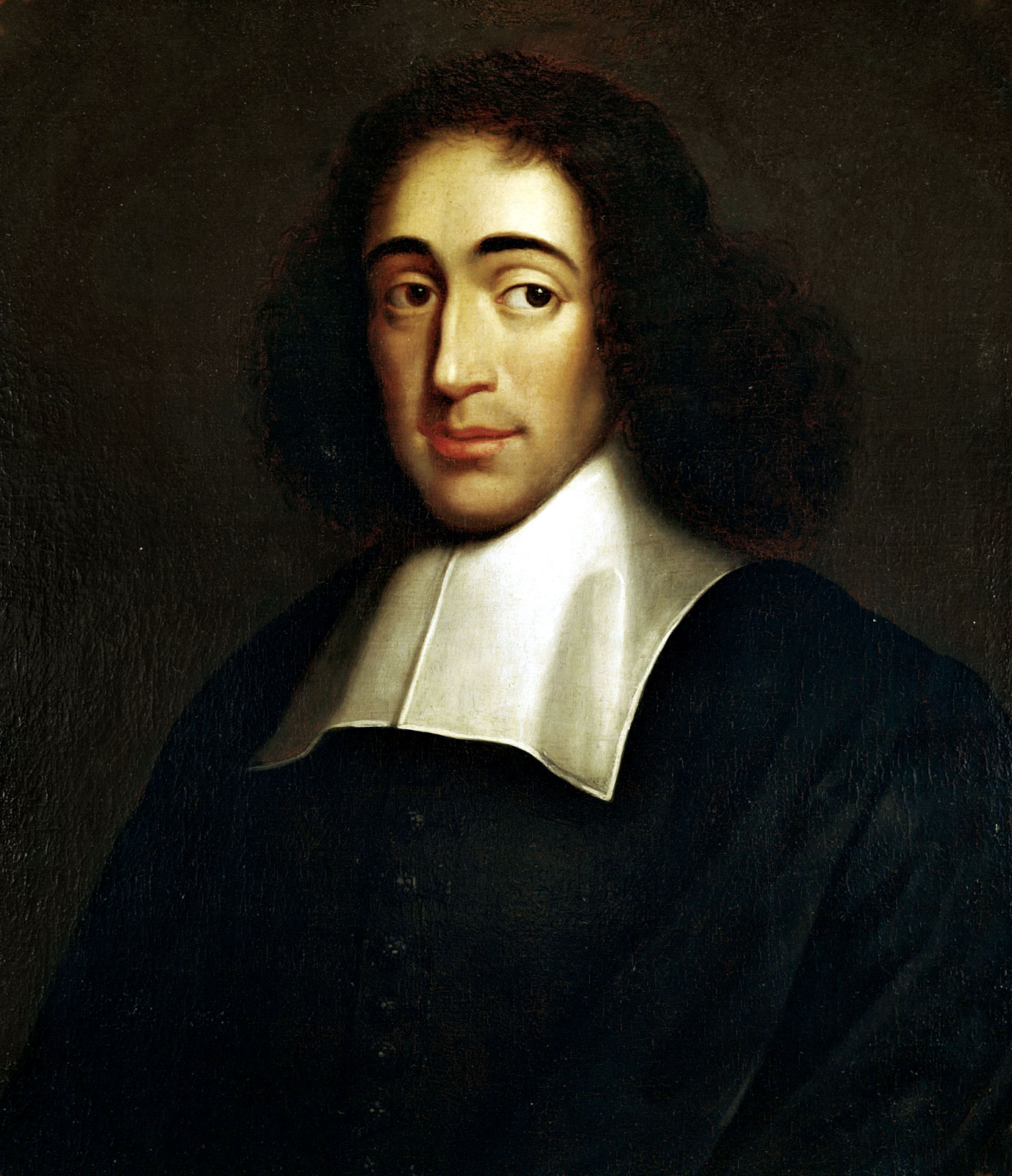
بارخ اسپینوزا

باروخ اسپینوزا (هلند، ۱۶۳۲–۱۶۷۷) در رساله الهی سیاسی و رساله سیاست در پرتو اندیشه لیبرالی از ارزش جدایی دین از دولت و نیز اشکال دموکراسی دفاع می‌کند. در اولین کتاب ذکر شده، اسپینوزا انتقاد اولیه از عدم تحمل مذهبی و دفاع از دولت سکولار را بیان می‌کند. اسپینوزا به جبر دقیقی باورمند بود که مطلقاً هر چیزی که اتفاق می‌افتد از طریق عملیات ضرورت رخ می‌دهد. از نظر او، حتی رفتار انسان نیز کاملاً تعیین شده‌است، آزادی آنست که توانایی ما برای دانستن مصمم بودن و درک اینکه چرا همان‌طور است که انجام می‌دهیم عمل می‌کنیم؛ بنابراین آزادی امکان «نه» گفتن به آنچه برای ما می‌افتد نیست بلکه امکان «بله» گفتن و درک کامل این است که چرا همه چیز باید لزوماً به این شکل اتفاق بیفتد.
- ادبیات مشارکتی:
  - رساله الهی سیاسی، ۱۶۷۰؛
  - رساله سیاست، ۱۶۷۷

## از لاک تا میل

### جان لاک

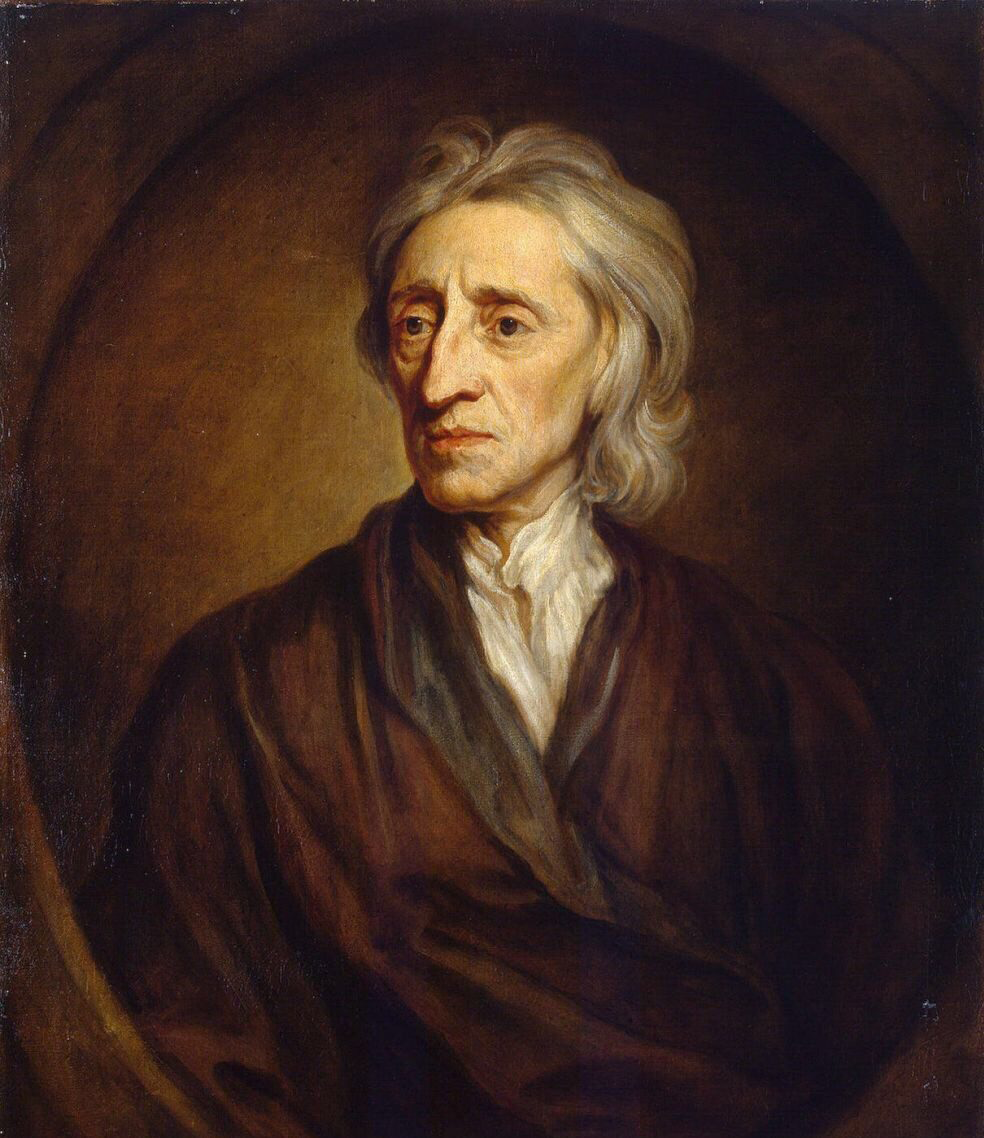
جان لاک

جان لاک (انگلستان، ۱۶۳۲–۱۷۰۴) که یک «حکومت با رضایت حکومت‌شوندگان» و حقوق طبیعی - زندگی انسان، آزادی، و  دارایی (مال) و همچنین در مورد مدارا، همان‌طور که در «نامه ای در مورد مدارا» و دو رساله حکومت ـ تأثیر شگرفی در توسعه لیبرالیسم داشت. نظریه مالکیت را توسعه داد که بر اعمال افراد تکیه دارد نه بر تبار یا اشراف.
- ادبیات مشارکتی:
  - نامه‌ای در مورد مدارا، ۱۶۸۹؛
  - دو رساله درباره حکومت، ۱۶۸۹؛

### جان ترنچارد
جان ترنچارد (بریتانیا، ۱۶۶۲–۱۷۲۳) به همراه توماس گوردون در کتاب «نامه‌های کاتو» نویسنده مشترکی بود. این مقالات روزنامه استبداد و اصول پیشرفته آزادی اندیشه و آزادی بیان را محکوم می‌کردند و ابزار اصلی برای گسترش مفهوم‌هایی بودند که توسط جان لاک توسعه داده شده بود.
- ادبیات مشارکتی:
  - نامه‌های کاتو / جان ترنچارد و توماس گوردون، ۱۷۲۰–۱۷۲۳

### شارل دو مونتسکیو

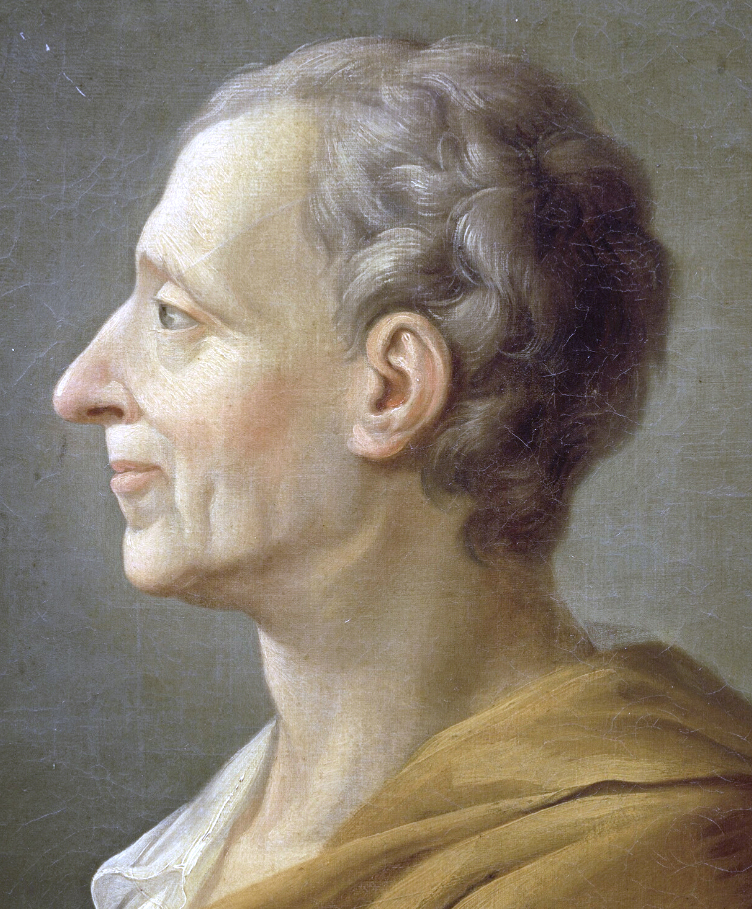
شارل‌دومونتسکیو

شارل دو مونتسکیو (فرانسه، ۱۶۸۹–۱۷۵۵) منتسکیو در کتاب «روح‌القوانین» به تفکیک قوا در دولت و جامعه پرداخت. در دولت، مونتسکیو تقسیم به قوه‌های استاندارد فعلی قانون‌گذاری، قضایی و اجرایی را تشویق کرد. در جامعه، او یک سازمان طبیعی به صورت پادشاه، مردم و اشراف را درک کرد که دومی نقش واسطه را ایفا می‌کرد. «من برای سانسور چیزی که در کشوری وجود ندارد نمی‌نویسم.» مونتسکیو در «قوانین» خودداری کرد. با این حال، او توجه ویژه‌ای به آنچه که به نظر او نمونه مثبت نظام مشروطه در انگلستان بود، داشت که علیرغم تکامل آن به سوی ادغام قدرت‌ها، قدرت پادشاه را تعدیل و پارلمان را بر اساس خطوط طبقاتی تقسیم کرده بود. کار مونتسکیو تأثیری اساسی بر انقلابیون آمریکا و فرانسه گذاشت. در قضا، کمترین عنصر لیبرال اندیشه او - امتیاز او از اشراف - توسط هر دو انقلاب تکذیب شد. سیستم مونتسکیو در آمریکا، کشوری بدون اشراف، به ثمر نشست. در فرانسه، مانورهای سیاسی توسط اشراف منجر به تشکیل شورش عمومی و مردمی در سال ۱۷۸۹ شد.
- ادبیات مشارکتی:
  - روح‌القوانین، ۱۷۴۸ )
  - دایرةالمعارف یا فرهنگ معقول علوم، هنرها و مشاغل» (همراه با دیگران)، ۱۷۵۱–۱۷۷۲؛)

### توماس گوردون
توماس گوردون (بریتانیا، ۱۶۹۱؟ –۱۷۵۰) به همراه جان ترنچارد در کتاب «نامه‌های کاتو» نویسنده مشترکی بود. این مقالات روزنامه استبداد و اصول پیشرفته آزادی اندیشه و آزادی بیان را محکوم می‌کردند و ابزار اصلی برای گسترش مفهوم‌هایی بودند که توسط جان لاک توسعه داده شده بود.
- ادبیات مشارکتی:
  - نامه‌های کاتو / جان ترنچارد و توماس گوردون، ۱۷۲۰–۱۷۲۳

### فرانسوا کنه
فرانسوا کنه (فرانسه، ۱۶۹۴–۱۷۷۴)
- ادبیات مشارکتی:
  - تابلو اقتصادی، ۱۷۵۸
  - دایرةالمعارف یا فرهنگ معقول علوم، هنرها و مشاغل» (همراه با دیگران)، ۱۷۵۱–۱۷۷۲؛)

### ولتر

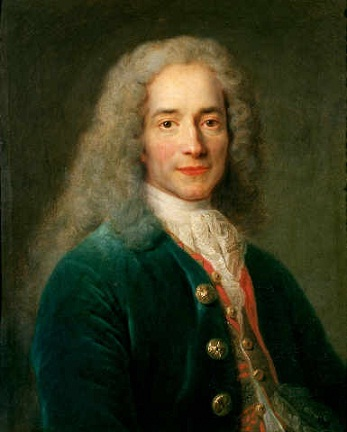
ولتر فرانسوی

ولتر (فرانسوا-ماری آروئه) (فرانسه، ۱۶۹۴–۱۷۷۸)
- ادبیات مشارکتی:
  - نامه‌های فلسفی انگلیسی، ۱۷۳۴
  - دایرةالمعارف یا فرهنگ معقول علوم، هنرها و مشاغل (همراه با دیگران)، ۱۷۵۱–۱۷۷۲؛)
  - مقاله در تاریخ عمومی و آداب و رسوم و روح ملل، ۱۷۵۶ (مقاله در باب روش و روح ملل و در مورد رویدادهای اصلی در تاریخ)
  - رساله مدارا در ارتباط با مرگ ژان کالاس، ۱۷۶۳
  - فرهنگ فلسفی، ۱۷۶۴

### ژان ژاک روسو

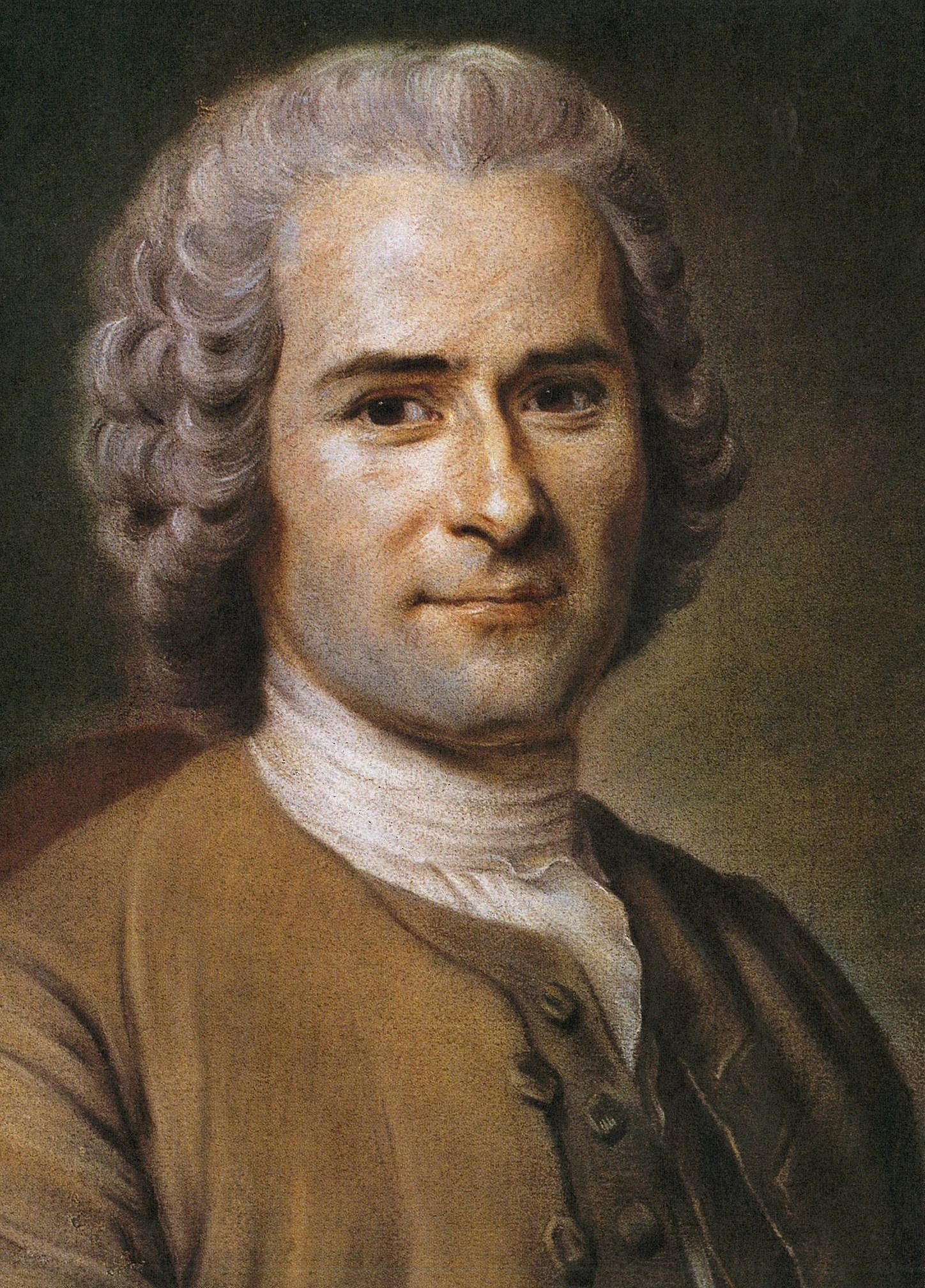
ژان ژاک روسو

ژان ژاک روسو (سوئیس، ۱۷۱۲–۱۷۷۸) فیلسوف، نویسنده، روشنفکر، نظریه‌پرداز، آهنگساز
- ادبیات مشارکتی:
  - گفتاری در باب نابرابری، ۱۷۵۵
  - قرارداد اجتماعی، ۱۷۶۲

### دنیس دیدرو
دنیس دیدرو (فرانسه، ۱۷۱۳–۱۷۸۴)
- ادبیات مشارکتی:
  - دایرةالمعارف یا فرهنگ معقول علوم، هنرها و مشاغل (همراه با دیگران)، ۱۷۵۱–۱۷۷۲؛)

### ژان لو رون دالامبر
ژان لو رون دالامبر (فرانسه، ۱۷۱۷–۱۷۸۳)
- ادبیات مشارکتی:
  - دایرةالمعارف یا فرهنگ معقول علوم، هنرها و مشاغل (همراه با دیگران)، ۱۷۵۱–۱۷۷۲؛)

### ریچارد پرایس
ریچارد پرایس (بریتانیا، ۱۷۲۳–۱۷۹۱)
- ادبیات مشارکتی:
  - توسعه به عموم در مورد بدهی ملی، ۱۷۷۱
  - مشاهدات در پرداخت‌های برگشتی، ۱۷۷۱
  - مشاهدات در مورد آزادی مدنی و عدالت و سیاست جنگ با آمریکا، ۱۷۷۶

### آندرس کیودنیوس

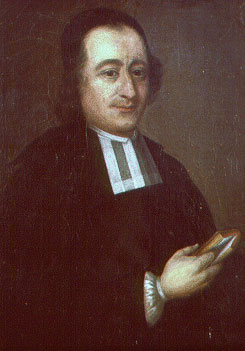
آندرس‌چیدنیوس

آندرس کیودنیوس (فنلاند (در آن زمان بخشی از قلمرو سوئد)، ۱۷۲۹–۱۸۰۳)
کتاب او «دن ملی وینستن» (انگلیسی: «بهره ملی») تقریباً همان ایده‌هایی را مطرح کرد که آدام اسمیت در کتاب «ثروت ملل»، یک دهه پیشتر، از جمله پایه‌های لیبرالیسم و سرمایه‌داری و (تقریباً) «دست نامرئی» مطرح کرده بود. وی خواستار آزادی کامل اقتصادی و فردی، از جمله آزادی مذهب (اگرچه کشیش بود)، حقوق کارگران برای حرکت آزادانه و انتخاب حرفه و کارفرمایان، آزادی بیان و تجارت و لغو کلیه امتیازات و کنترل قیمت و دستمزد بود.
او همچنین عضو مجلس چهار ایالت سوئد بود و سه بار به عنوان نماینده روحانیون در بخش‌های شمالی و غربی فنلاند انتخاب شد. در اولین جلسه پارلمانی، ۱۷۶۵–۱۷۶۶، به عنوان عضوی از کمیته فرعی که قانون اساسی معروف سوئد در مورد آزادی چاپ را نوشت، بسیار موفق بود فرمان آزادی مطبوعات، از ۱۷۶۶. در این قانون چیدنیوس آزادی مطبوعات و لغو [سانسور] سیاسی را با دسترسی آزاد شهروندان به اکثر اسناد دولتی ترکیب کرد. نظام لیبرال کیودنیوس، که در آن شفافیت آزادی مطبوعات را تقویت می‌کند و حق همه برای چاپ اسناد عمومی شفافیت را تقویت می‌کند، از آن زمان به استثنای سال‌های استبداد سلطنتی ۱۷۷۲–۱۸۰۹، یک اصل اساسی قانون اساسی در سوئد بوده‌است. مدل کیودنیوس برای آزادی مطبوعات و آزادی اطلاعات در قانون اساسی سوئد ۱۸۰۹ بازسازی و تقویت شد. اکنون پایه و اساس زمان حال است فرمان آزادی مطبوعات سال ۱۹۴۹ که یکی از قوانین اساسی سوئد است.
اصل دسترسی آزاد به اسناد عمومی که در قانون کیودنیوس ۱۷۶۶ سرچشمه گرفته بود و بدون حمایت قانون اساسی قوی از مدل مطبوعات آزاد سوئد، در دهه‌های اخیر از سوئد به قانونگذاری برای دسترسی آزاد به اطلاعات بسیاری از کشورها. به این ترتیب آندرس چیدنیوس به یکی از متفکران لیبرال قدیمی تبدیل شده‌است که بیشترین تأثیر عملی را بر سیاست و مدیریت عمومی جوامع مدرن غربی دارد.
نسخه‌ای از آثار کامل آندرس کیودنیوس به زبان‌های فنلاندی، سوئدی و انگلیسی توسط بنیاد کیودنیوس در فنلاند در دست آماده‌سازی است.
- ادبیات مشارکتی:
  - قایق‌های پوست درخت توس آمریکایی، ۱۷۵۳
  - منبع قدرت پادشاهی، ۱۷۶۵
  - (سود ملی، ۱۷۶۵))

### آدام اسمیت

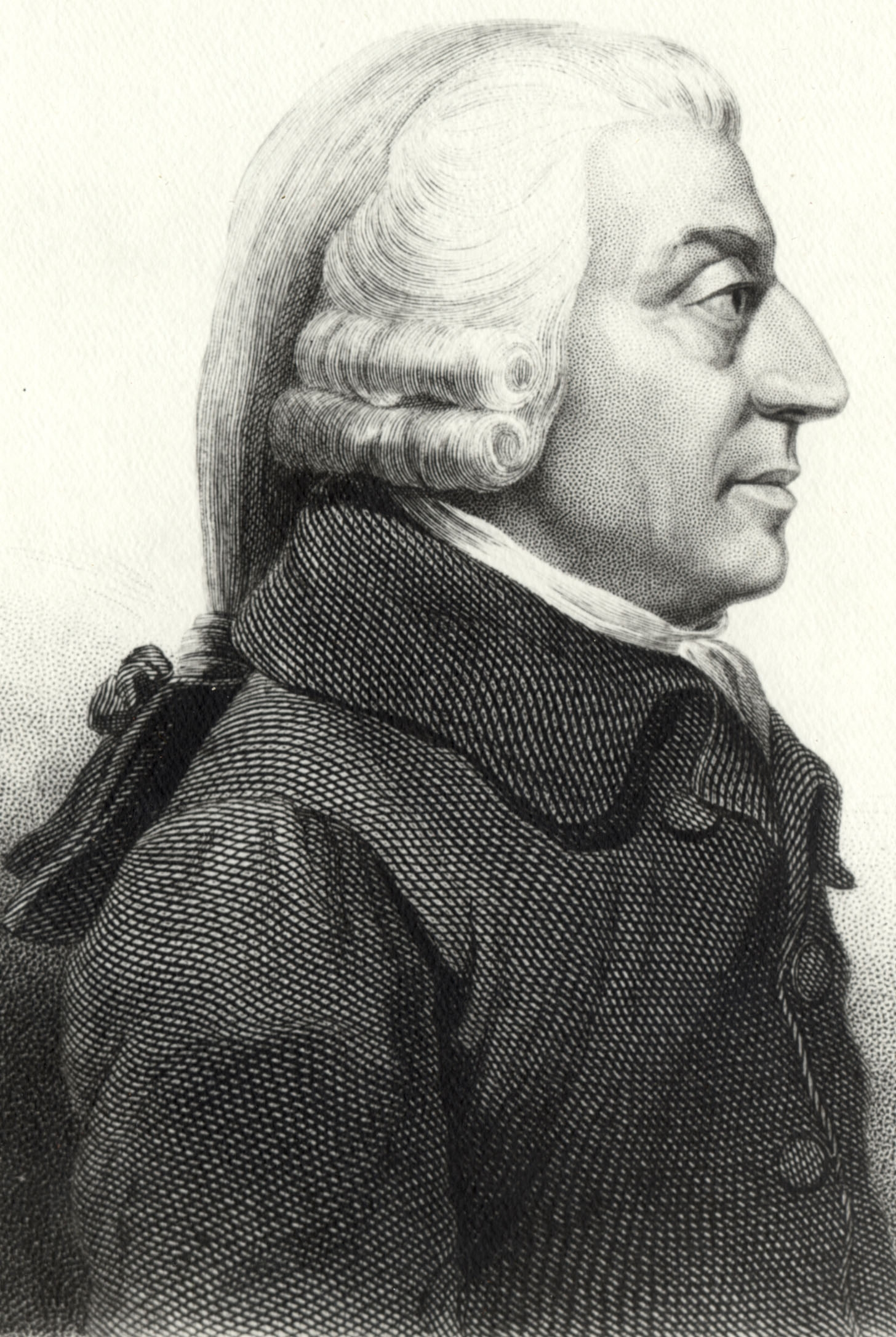
آدام اسمیت

آدام اسمیت (بریتانیا، ۱۷۲۳–۱۷۹۰)، که اغلب به عنوان بنیانگذار اقتصاد مدرن شناخته می‌شود، یک شخصیت کلیدی در تدوین و پیشبرد دکترین اقتصادی تجارت آزاد و رقابت بود. آدام اسمیت در کتاب ثروت ملل این ایده کلیدی را بیان کرد که اگر اقتصاد اساساً به حال خود رها شود، منابع محدود و نادر در نهایت از طریق افرادی که صرفاً در آنها عمل می‌کنند به کارآمدترین شکل استفاده خواهند شد. از مفهوم منفعت شخصی توسط اقتصاددانان بعدی با عنوان دست نامرئی بازار سخن گفته شده‌است.
اسمیت همچنین حقوق مالکیت و آزادی‌های مدنی شخصی، از جمله ممنوعیت برده‌داری را ارتقا داد که امروزه تا حدی اساس ایدئولوژی لیبرال را تشکیل می‌دهد. او همچنین با شرکت‌های سهامی مخالف بود که امروزه «شرکت» نامیده می‌شود زیرا او نظارت بر بازار آزاد را بر اجتماع آزاد افراد اخلاقی پیش‌بینی می‌کرد.
- ادبیات مشارکتی:
  - پژوهشی در ماهیت و علل ثروت ملل، 1776 
  - نظریه عواطف اخلاقی، ۱۷۵۹

### ایمانوئل کانت
ایمانوئل کانت (آلمان، ۱۷۲۴–۱۸۰۴)
- ادبیات مشارکتی:

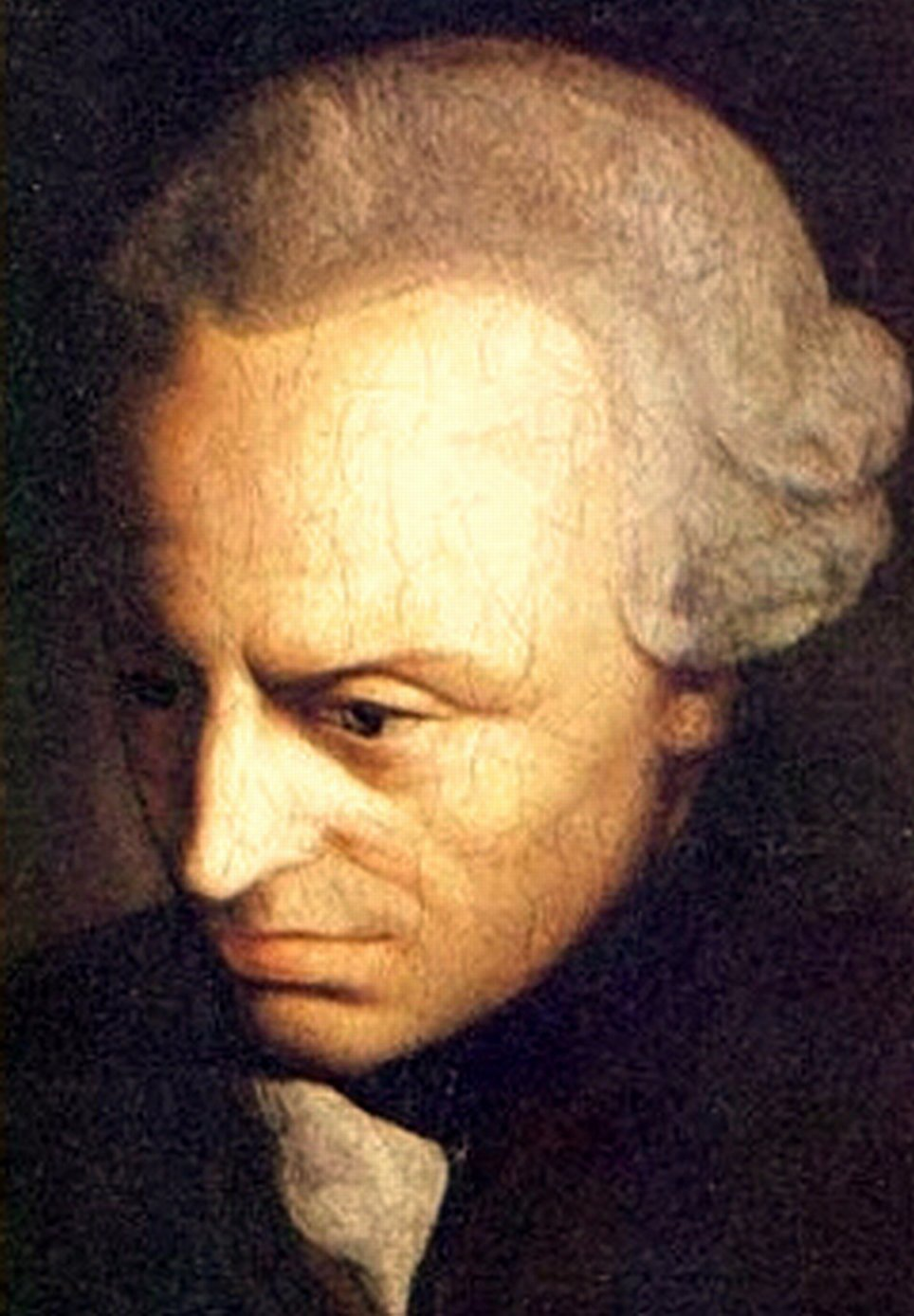
ایمانوئل‌کانت

  - بنیاد مابعدالطبیعه اخلاق، ۱۷۸۵؛)
  - نقد عقل عملی، ۱۷۸۸؛)
  - به قول رایج: این ممکن است در نظریه درست باشد ولی در عمل صدق نمی‌کند.
  - صلح پایدار: یک طرح فلسفی، ۱۷۹۵؛)
  - مابعدالطبیعه اخلاق، ۱۷۹۷؛)

### آن روبر ژاک تورگو
آن روبر ژاک تورگو (فرانسه، ۱۷۲۷–۱۷۸۱)
- ادبیات مشارکتی:
  - مصالح، ۱۷۵۴
  - نامه در مورد تساهل مدنی، ۱۷۵۴
  - تأملاتی در مورد شکل‌گیری و توزیع ثروت، ۱۷۶۶
  - نامه‌هایی دربارهٔ آزادی تجارت غلات، ۱۷۷۰

### جوزف پریستلی

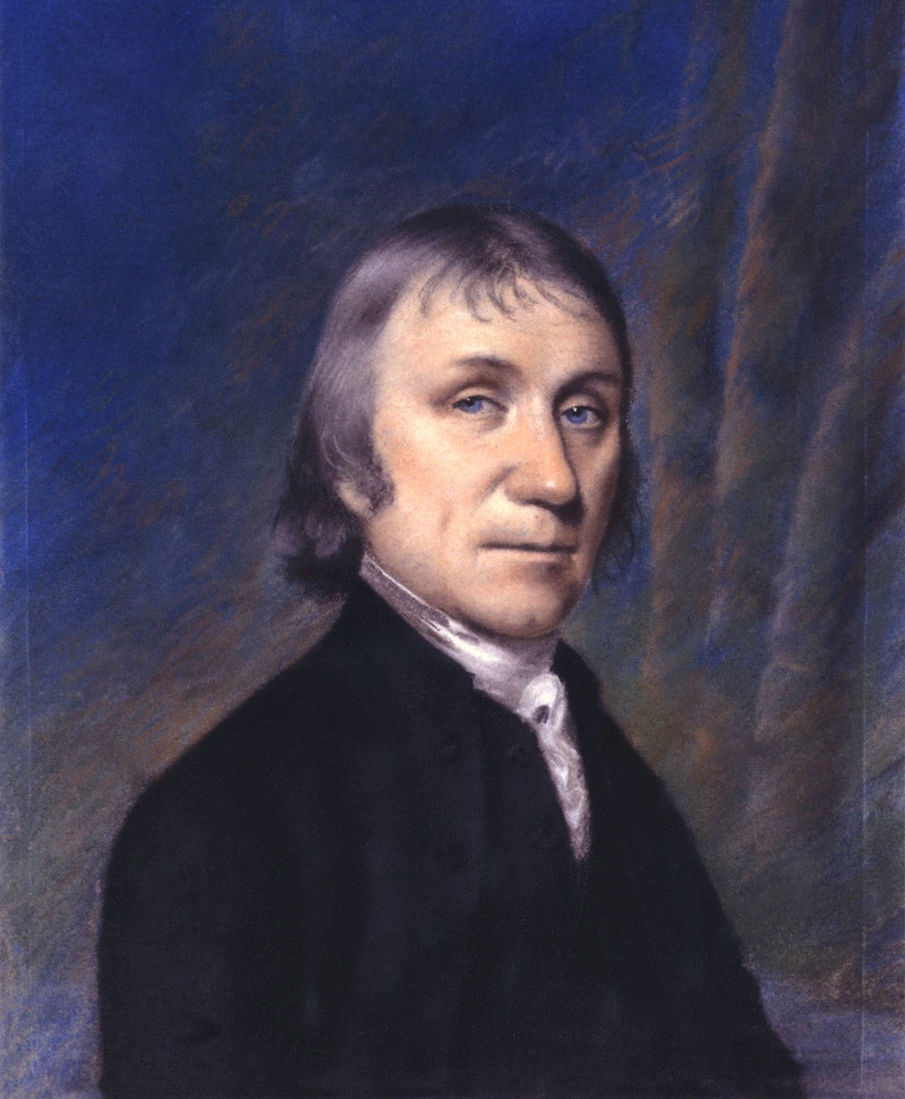
جوزف‌پریستلی

جوزف پریستلی (بریتانیا / ایالات متحده آمریکا، ۱۷۳۳–۱۸۰۴)
- ادبیات مشارکتی:
  - مقاله‌ای در مورد اصول اولیه حکومت، ۱۷۶۸
  - وضعیت فعلی آزادی در بریتانیای کبیر و مستعمراتش، ۱۷۶۹
  - اظهاراتی در مورد نظرات بلکستون، ۱۷۶۹
  - مشاهدات در مورد آزادی مدنی و ماهیت و عدالت جنگ با آمریکا، ۱۷۷۲

### آوگوست لودویگ فن اشلتسر
آوگوست لودویگ فن اشلتسر (آلمان، ۱۷۳۵–۱۸۰۹)

### پاتریک هنری
پاتریک هنری (ایالات متحده آمریکا، ۱۷۳۶–۱۷۹۹)
- ادبیات مشارکتی:
  - آزادی یا مرگ، ۱۷۷۵؛

### توماس پین
توماس پین (بریتانیا / ایالات متحده آمریکا، ۱۷۳۷–۱۸۰۹)
- ادبیات مشارکتی:
  - حقوق انسان، ۱۷۹۱–۱۷۹۲؛ 
  - عدالت ارضی، ۱۷۹۷

### توماس جفرسون

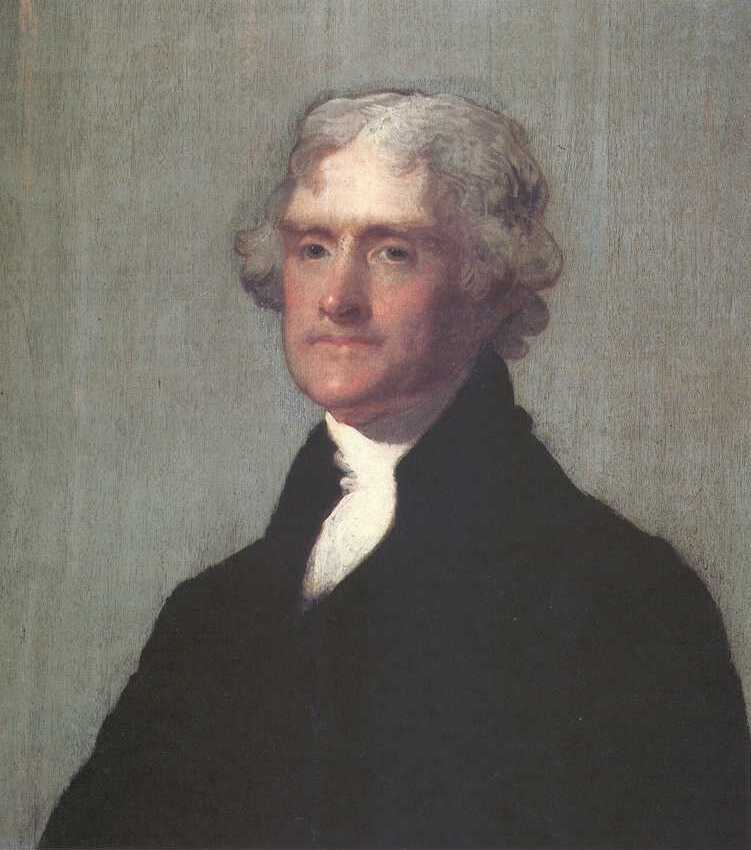
توماس‌جفرسون

توماس جفرسون (ایالات متحده آمریکا، ۱۷۴۳–۱۸۲۶) سومین رئیس‌جمهور ایالات متحده آمریکا و نویسنده اعلامیه استقلال بود. او همچنین یادداشت‌هایی درباره ایالت ویرجینیا و قانون آزادی مذهبی ویرجینیا را نوشت. او مدافع حقوق مسلم فردی و جدایی کلیسا از دولت بود. ایده‌های او در بسیاری از انقلاب‌های لیبرال دیگر در سراسر جهان، از جمله (اوایل) انقلاب فرانسه تکرار شد.

### مارکی دو کندورسه
مارکی دو کندورسه (فرانسه، ۱۷۴۳–۱۷۹۴)
- ادبیات مشارکتی:
  - طرح تصویری تاریخی از پیشرفت ذهن بشر، ۱۷۹۵

### جرمی بنتام
جرمی بنتام (بریتانیا، ۱۷۴۸–۱۸۳۲)

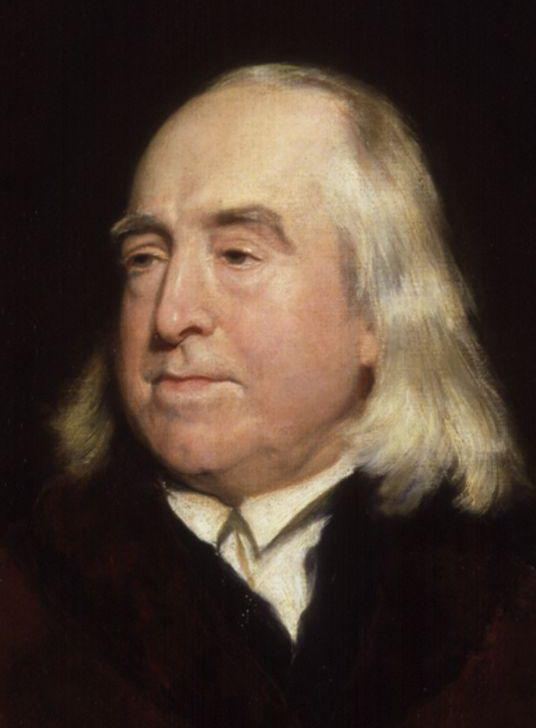
جرمی بنتام

یکی از مدافعان اولیه فایده‌گرایی، رفاه حیوانات و حقوق زنان. او شاگردان زیادی در سرتاسر جهان داشت، از جمله جان استوارت میل و چندین رهبر سیاسی. بنتام خواستار آزادی اقتصادی و فردی بود، از جمله جدایی دولت از کلیسا، آزادی بیان، حقوق کاملاً برابر برای زنان، پایان بردگی و استعمار، دموکراسی یکنواخت، لغو تنبیه بدنی، همچنین روی کودکان، حق طلاق، قیمت‌های رایگان، تجارت آزاد و بدون محدودیت در بهره. بنتام اختیارگرا نبود: او از مالیات بر ارث حمایت کرد، محدودیت در قدرت انحصاری، حقوق بازنشستگی بیمه سلامت و سایر تأمین اجتماعی، ولی خواستار احتیاط و بررسی دقیق در هر گونه مداخله دولتی شد.

### امانوئل ژوزف سیس
امانوئل ژوزف سیس (فرانسه، ۱۷۴۸–۱۸۳۶) نقش مهمی در سال‌های آغازین انقلاب فرانسه داشت، تهیه پیش‌نویس اعلامیه حقوق بشر و شهروند، بسط نظریه حاکمیت ملی، حاکمیت عوام و به‌طور ضمنی در دموکراسی نیابتی و محل سوم چیست؟ اشاره کرده‌است.

### چارلز جیمز فاکس

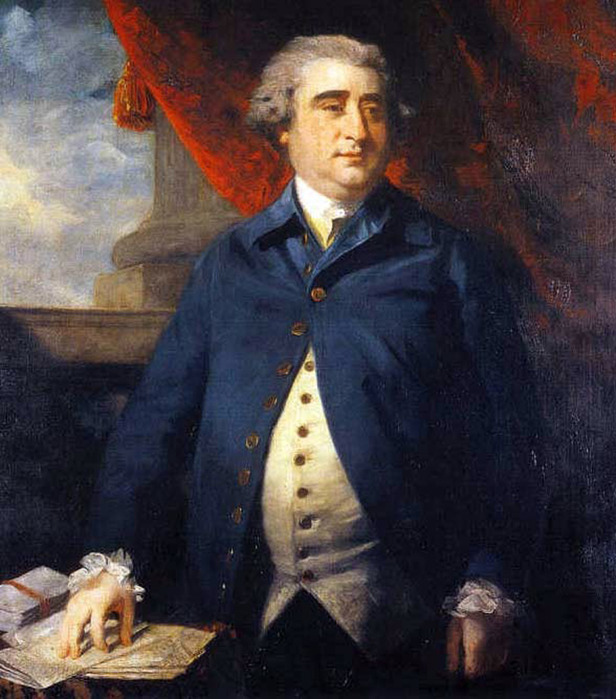
چارلزجیمزفاکس

چارلز جیمز فاکس (بریتانیا، ۱۷۴۹–۱۸۰۶) عضو حزب سیاسی ویگ بریتانیا و نماینده مجلس که بیشتر دوران حرفه‌ای را در اپوزیسیون گذراند. او با هر نوع استبداد یا تهدید آن مخالفت کرد. به همین دلیل وی از منتقدان سرسخت پادشاه جورج سوم بود که او را یک ظالم مشتاق می‌دانست. او مخالف بردگی و حامی وطن‌پرستان آمریکایی و انقلاب فرانسه بود. او به قوانین دوران جنگ ویلیام پیت جوان‌تر (۲۸ مه ۱۷۵۹–۲۳ ژانویه ۱۸۰۶) نخست‌وزیر بریتانیا حمله کرد و از آزادی اقلیت‌های مذهبی و رادیکال‌های سیاسی دفاع کرد. پس از مرگ پیت، فاکس برای مدت کوتاهی به عنوان وزیر خارجه در «وزارت تمام استعدادها» ویلیام گرنویل خدمت کرد.
- «سخنرانی‌های جناب راست چارلز جیمز فاکس در مجلس عوام».[۶]

### آنتوان دستوت دی تریسی
آنتوان دستوت دی تریسی (۱۷۵۴–۱۸۳۶)

### استانیسلاو استاشیچ
استانیسلاو استاشیچ (لهستان-لیتوانی، ۱۷۵۵–۱۸۲۶) کشیش، فیلسوف، زمین‌شناس، نویسنده، شاعر، مترجم و دولتمرد کاتولیک بود. فیزیوکرات، مونیست، پان اسلاویست (پس از ۱۸۱۵) و مدافع لسه فر، او از اصلاحات بسیاری در لهستان حمایت کرد. او به‌ویژه به‌خاطر نوشته‌های سیاسی‌اش در جریان «سجم بزرگ (چهارساله)» (۱۷۸۸–۱۷۹۲) و حمایتش از قانون اساسی ۳ مه ۱۷۹۱ به یاد می‌آید.

### مادام دو استائل
مادام دو استائل (فرانسه، ۱۷۶۶–۱۸۱۷)
- ادبیات مشارکتی:

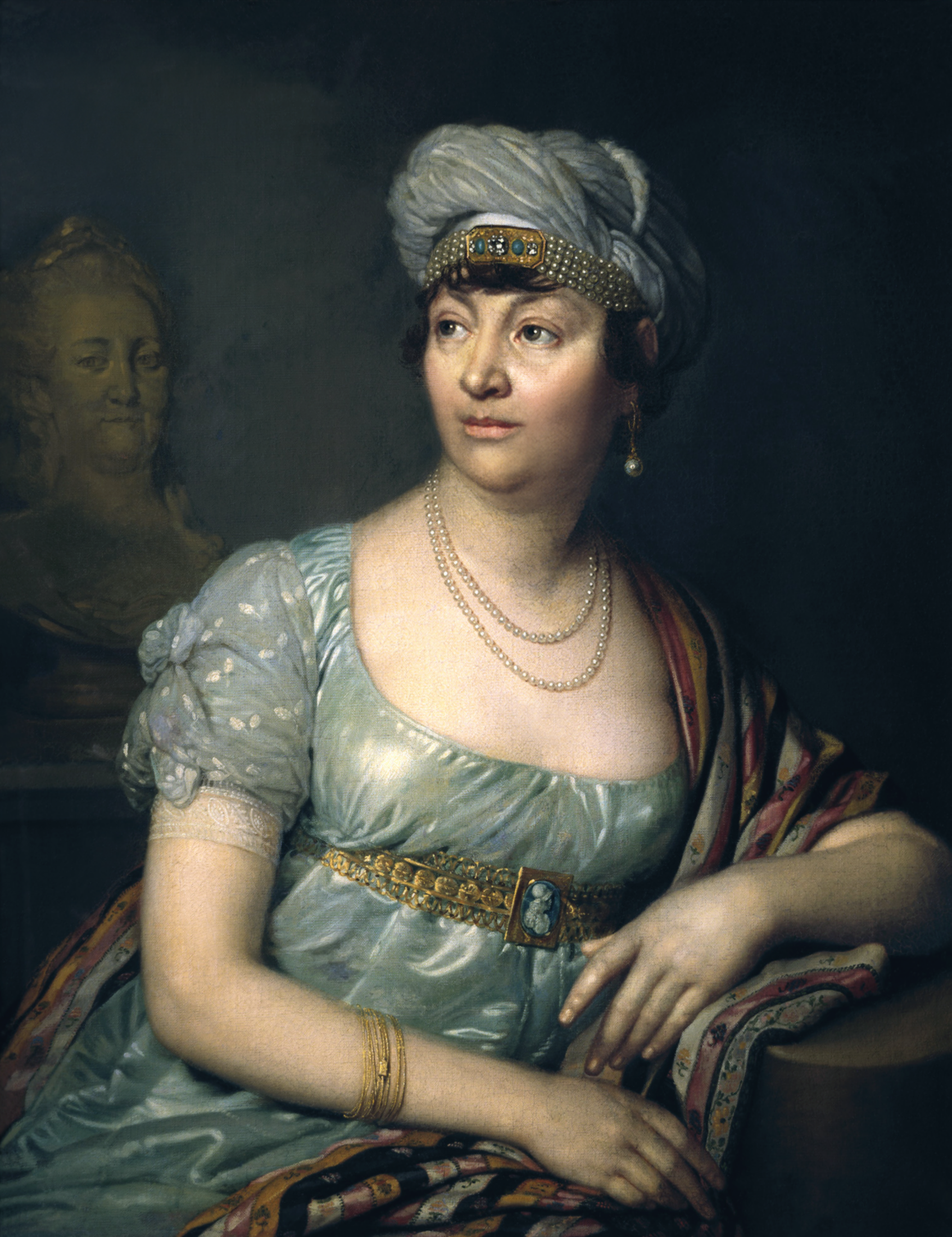
مادام‌دواستائل

  - در تأثیر احساسات بر سعادت افراد و ملل، ۱۷۹۶
  - شرایط کنونی که می‌تواند به انقلاب پایان دهد و اصولی که باید جمهوری را در فرانسه تأسیس کرد، ۱۷۹۸
  - ملاحظات در مورد رویدادهای اصلی انقلاب فرانسه، ۱۸۱۳
  - توسل به حاکمانی که در پاریس گرد آمدند تا تجارت برده را لغو کنند، ۱۸۱۴

### بنژامن کنستان

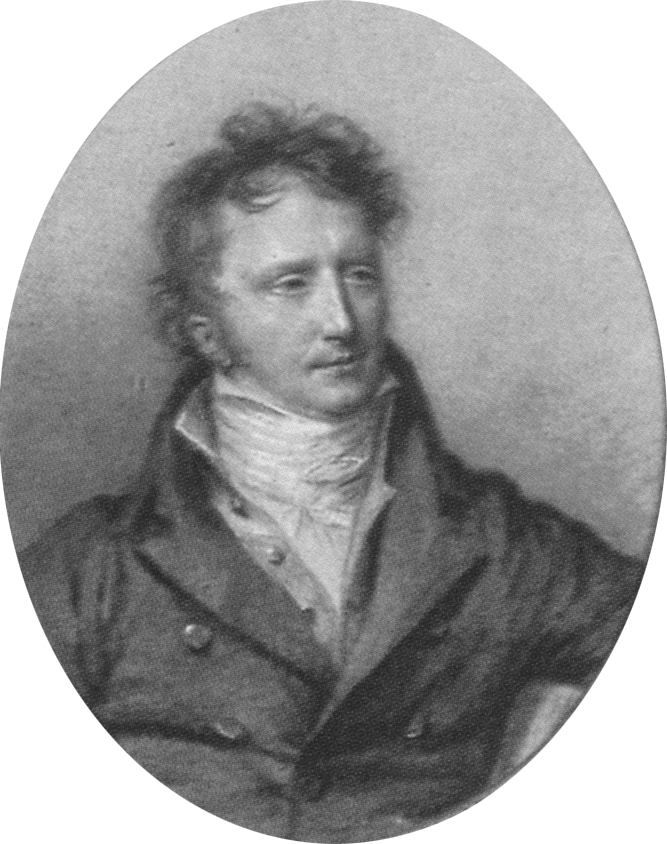
بنژامن کنستان

بنژامن کنستان (فرانسه، ۱۷۶۷–۱۸۳۰) برخی او را یکی از پدران لیبرالیسم مدرن می‌دانند. وی ابتدا در جریان انقلاب فرانسه جمهوری‌خواه بود ولی ژاکوبن‌ها را به عنوان نمونه‌ای از استبداد اکثریت کاملاً رد کرد.
- ادبیات مشارکتی:
  - از روحیه فتح و غصب، ۱۸۱۴
  - (اصول سیاست)، ۱۸۱۵
  - آزادی باستانی در مقایسه با آزادی مدرن، ۱۸۱۶

### ژان-باتیست سه
ژان-باتیست سه (فرانسه، ۱۷۶۷–۱۸۳۲)
- ادبیات مشارکتی:
  - رساله اقتصاد سیاسی، ۱۸۰۳.

### ویلهلم فون هومبولت

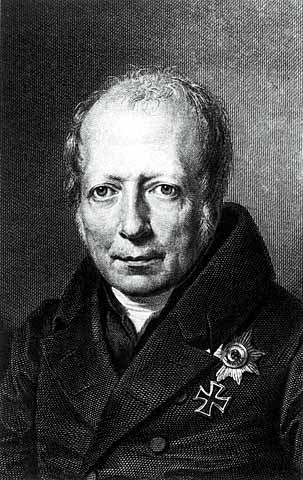
ویلهلم‌فون‌هومبولت

ویلهلم فون هومبولت (آلمان، ۱۷۶۷–۱۸۳۵)
- ادبیات مشارکتی:
  - ایده‌هایی برای تلاش برای تعیین حدود کنش دولتی (دربارهٔ حدود کنش دولتی)، ۱۷۹۲.

### آدام چارتوریسکی
آدام چارتوریسکی (لهستان - لیتوانی ۱۷۷۰–۱۸۶۷) یک دولتمرد و سیاستمدار بین‌المللی بود. او به عنوان وزیر خارجه تزار روسیه الکساندر اول شروع کرد و یک ائتلاف ضد ناپلئون ایجاد کرد. او رهبر دولت لهستان در تبعید و دشمن تزار روسیه نیکلاس اول شد. او در تبعید از فعالان مسئله لهستان در سراسر اروپا بود و استقلال اولیه بالکان را تحریک کرد.
- ادبیات مشارکتی:
  - مقاله در مورد دیپلماسی (مارسی، ۱۸۳۰)
  - لفه جی.یو. نیمچویچ (پاریس، ۱۸۶۰)
  - الکساندر ای. و چارتوریسکی: مکاتبات … و گفتگوها (۱۸۰۱–۱۸۲۳)
  - خاطرات چارتوریسکی با اسناد مربوط به مذاکرات او با پیت و گفتگو با پالمرستون در سال ۱۸۳۲

### دیوید ریکاردو

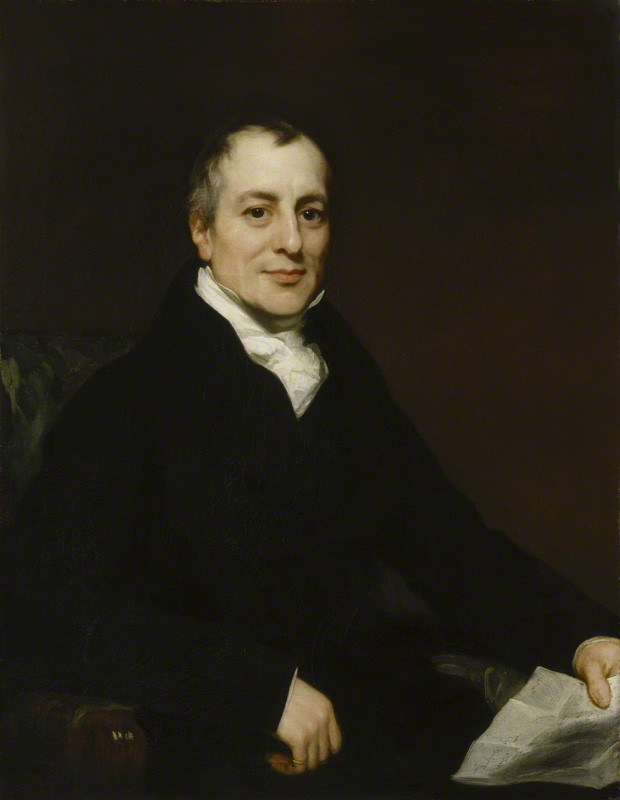
دیوید ریکاردو

دیوید ریکاردو (بریتانیا، ۱۷۷۲–۱۸۲۳)

### جیمز میل
جیمز میل (بریتانیا، ۱۷۷۳–۱۸۳۶) پدر جان استوارت میل
- ادبیات مشارکتی:
  - «عناصر اقتصاد سیاسی»، ۱۸۲۱

### آنتوان-الیزه شربولیز
آنتوان-الیزه شربولیز (سوئیس، ۱۷۹۷–۱۸۶۹)

### فردریک باستیا
فردریک باستیا (فرانسه، ۱۸۰۱–۱۸۵۰)
کلود فردریک باستیا نظریه‌پرداز لیبرال کلاسیک فرانسوی، اقتصاددان سیاسی و عضو مجمع فرانسه بود.
- ادبیات مشارکتی:
  - لا لوی (قانون، ۱۸۴۹
  - هارمونی‌ها اقتصاد (هماهنگی‌های اقتصادی، ۱۸۵۰
  - «آنچه دیده می‌شود و آنچه دیده نمی‌شود»، ۱۸۵۰

### رفاعه طهطاوی
رفاعه طهطاوی (مصر، ۱۸۰۱–۱۸۷۳)

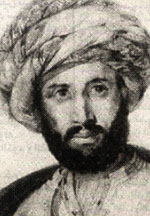
رفاعه طهطاوی

رفاعة طهطاوی (همچنین تهطاوی نوشته می‌شود) نویسنده، معلم، مترجم، مصرشناس روشنفکر رنسانس و یکی از اقتباس‌کنندگان اولیه نوگرایی اسلامی بود. در سال ۱۸۳۱، طهطاوی بخشی از تلاش‌های سراسری برای نوسازی زیرساخت‌ها و آموزش مصر بود. سه جلد از مجلدات منتشر شده او آثار سیاسی و اخلاقی فلسفه بود. آنها مخاطبان مصری او را با عقاید روشنگری مانند اقتدار سکولار و حقوق سیاسی و آزادی آشنا کردند. ایده‌هایش در این مورد بود که جامعه متمدن مدرن باید چگونه باشد و چه چیزی مصر متمدن یا خوب را تشکیل می‌دهد و این ایده‌هایش که منافع عمومی و خیر عمومی چیست؟ کار طهطاوی اولین تلاش در رنسانس مصری (رنسانس عربی) بود که در سال‌های ۱۸۶۰–۱۹۴۰ شکوفا شد.
- کتاب‌شناسی:
  - «پروفایل پاریس» که در زمان اقامت طهطاوی در فرانسه نوشته شده‌است.
  - «روش‌شناسی اذهان مصری‌ها با توجه به شگفتی‌های ادبیات مدرن» که در سال ۱۸۶۹ منتشر شد و نظرات طهطاوی را در مورد مدرنیزاسیون متبلور کرد.
  - «راهنمای صادقانه تعلیم و تربیت دختران و پسران» که در سال ۱۸۷۳ منتشر شد و منعکس کننده احکام اصلی اندیشه‌های تربیتی طهطاوی است.
  - «دریافت توفیق الجلیل در تاریخ مصر و فرزندان اسماعیل»، اولین بخش از دایرةالمعارف تاریخ و ردیابی تاریخ مصر باستان تا طلوع اسلام، ۱۸۶۸
  - «چکیده‌ای کامل از زندگی‌نامه محمد» که گزارشی جامع از زندگی حضرت محمد(ص) و مبانی سیاسی، حقوقی و اداری نخستین دولت اسلامی است.
  - «به سوی دستور زبان عربی ساده‌تر»، منتشر شده در ۱۸۶۹.
  - «جملات گرامری»، منتشر شده در ۱۸۶۳.
  - «غزلیات میهنی مصری» که در ستایش خدیو سعید نوشته شده و در سال ۱۸۵۵ منتشر شده‌است.
  - «ستارگان نورانی در شب‌های مهتابی العزیز» مجموعه‌ای از نوشته‌های تبریک به برخی از شاهزادگان، منتشر شده در سال ۱۸۷۲.

### یوهان رودلف توربک
یوهان رودلف توربک (هلند، ۱۷۹۸–۱۸۷۲) دولتمرد و نظریه‌پرداز اصلی لیبرالیسم هلندی در سده نوزدهم بود که جایگزینی دموکراتیک‌تر برای سلطنت مطلقه یعنی سلطنت مشروطه را ترسیم کرد. قانون اساسی ۱۸۴۸ عمدتاً کار او بود. مقاله نظری اصلی او که به‌طور خاص با عنوان لیبرال شناخته می‌شود، در مورد شهروندی معاصر، ۱۸۴۴. او در سال ۱۸۴۹ نخست‌وزیر شد و اصلاحات اساسی متعددی در سیاست هلند آغاز شد.

### هاریت مارتینو
هریت مارتینو (بریتانیا، ۱۸۰۲–۱۸۷۶)
- ادبیات مشارکتی:
  - تصاویر اقتصاد سیاسی، ۱۸۳۲–۱۸۳۴
  - نظریه و عمل جامعه در آمریکا، ۱۸۳۷
  - عصر شهید ایالات متحده، ۱۸۳۹

### رالف والدو امرسون

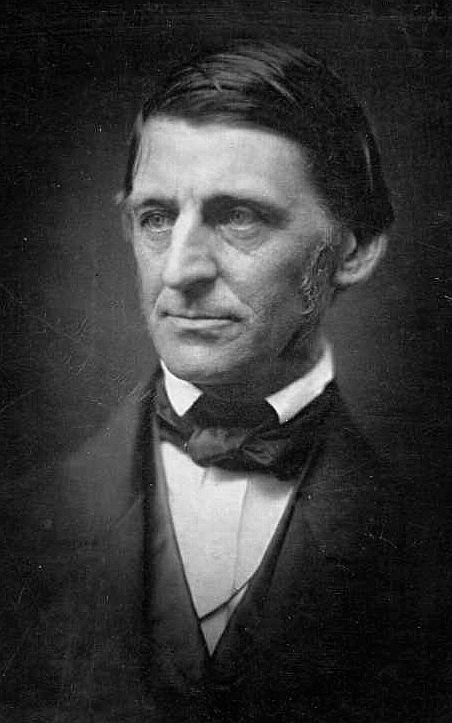
رالف‌والدوامرسون

رالف والدو امرسون (ایالات متحده، ۱۸۰۳–۱۸۸۲) یک فیلسوف آمریکایی بود که استدلال می‌کرد که اصول اساسی حکومت قابل تغییر هستند و حکومت تنها تا جایی لازم است که مردم خودگردان نباشند. طرفدار دموکراسی و این ایده بود که مردم دموکراتیک باید اخلاق دموکراتیک داشته باشند.
- ادبیات مشارکتی:
  - اتکاء به خود
  - حلقه‌ها
  - سیاست‌ها
  - اسم‌گرا و واقع‌گرا

### الکسیس دو توکویل

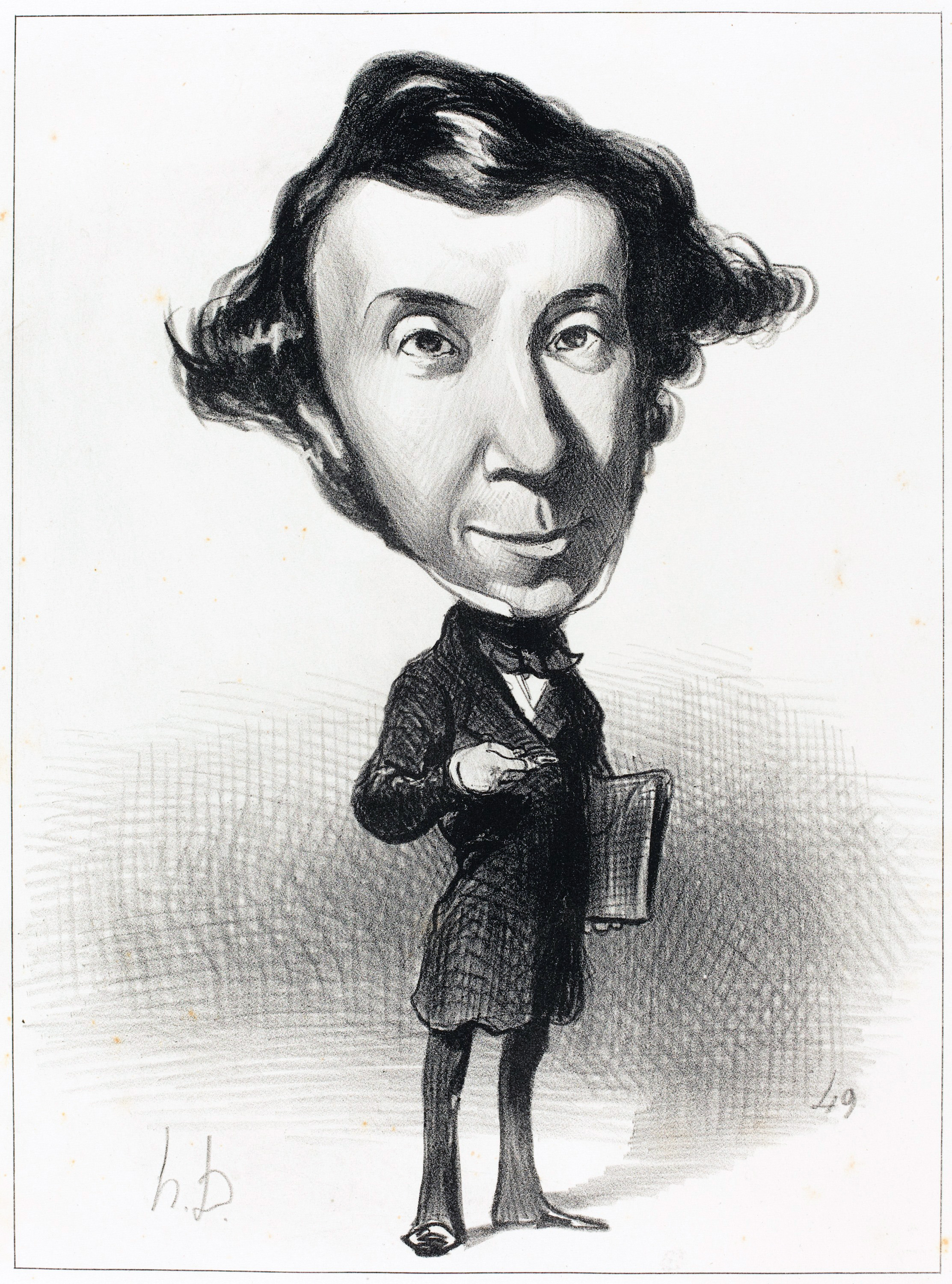
الکسیس‌دوتوکویل

الکسیس دو توکویل (فرانسه، ۱۸۰۵–۱۸۵۹)
- ادبیات مشارکتی:
  - از دموکراسی در آمریکا، ۱۸۳۱–۱۸۴۰ (دموکراسی در آمریکا، )
  - رژیم قدیمی و انقلاب، ۱۸۵۶

### ویلیام لوید گریسون
ویلیام لوید گریسون (ایالات متحده، ۱۸۰۵–۱۸۷۹)
- ادبیات مشارکتی:
  - مقالات طرفدار لغو برده داری در روزنامه «لیبریتور»، ۱۸۳۱–۱۸۶۶

### فریدریش شیلر
فریدریش شیلر (آلمان، ۱۷۵۹–۱۸۰۵) شاعر، فیلسوف، پزشک و تاریخ‌نگار

## میل و پس از آن

### جان استوارت میل

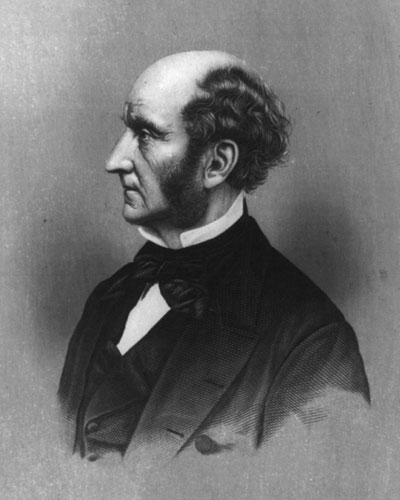
جان‌استوارت‌میل

جان استوارت میل (بریتانیا، ۱۸۰۶–۱۸۷۳) پسر جیمز میل (۶ آوریل ۱۷۷۳–۲۳ ژوئن ۱۸۳۶) اقتصاددان، اسکاتلندی بود. او یکی از اولین قهرمانان لیبرالیسم مدرن است. به این ترتیب، کار او در مورد اقتصاد سیاسی و منطق به ایجاد پایه‌ای برای پیشرفت در علم تجربی و سیاست عمومی بر اساس پیشرفت‌های قابل تأیید کمک کرد. وی به شدت تحت تأثیر فایده‌گرایی جرمی بنتام، با مفهوم شهودی ایمانوئل کانت از حق مخالف است و «بالاترین اصل هنجاری» اخلاق را چنین فرموله می‌کند: اقدامات به نسبت درست هستند زیرا تمایل به ارتقای شادی دارند. اشتباه است، زیرا آنها تمایل به ایجاد معکوس شادی دارند.
برخی میل را بنیانگذار لیبرالیسم اجتماعی می‌دانند. اگرچه میل عمدتاً طرفدار بازار آزاد بود ولی مداخلاتی را در اقتصاد، مانند مالیات بر الکل، در صورتی پذیرفت که زمینه‌های سودگرایانه کافی وجود داشت. میل همچنین مدافع حقوق زنان بود و کتاب انقیاد زنان را نوشت.
- ادبیات مشارکتی:
  - ملاحظات در مورد دولت نماینده، ۱۸۶۲ 
  - در آزادی، ۱۸۶۸ 
  - سوسیالیسم، ۱۸۷۹

### خوان باوتیستا آلبردی
خوان باوتیستا آلبردی (آرژانتین، ۱۸۱۰–۱۸۸۴)
- ادبیات مشارکتی:
  - مبانی و نقاط شروع برای تشکیلات سیاسی جمهوری آرژانتین (مبانی و نقاط عزیمت سازمان سیاسی جمهوری آرژانتین)، ۱۸۵۲
  - سیستم اقتصادی و رانتی کنفدراسیون آرژانتین، مطابق قانون اساسی ۱۸۵۳ آن، ۱۸۵۴

### هنری دیوید ثورو
هنری دیوید ثورو (۱۸۱۷–۱۸۶۲)
- ادبیات مشارکتی:
  - نافرمانی مدنی
  - والدن

### یاکوب بورکهارت
یاکوب بورکهارت (سوئیس، ۱۸۱۸–۱۸۹۷) دولت برگرفته از زندگی فرهنگی و اقتصادی
- ادبیات مشارکتی:
  - «تمدن رنسانس در ایتالیا»

### هربرت اسپنسر

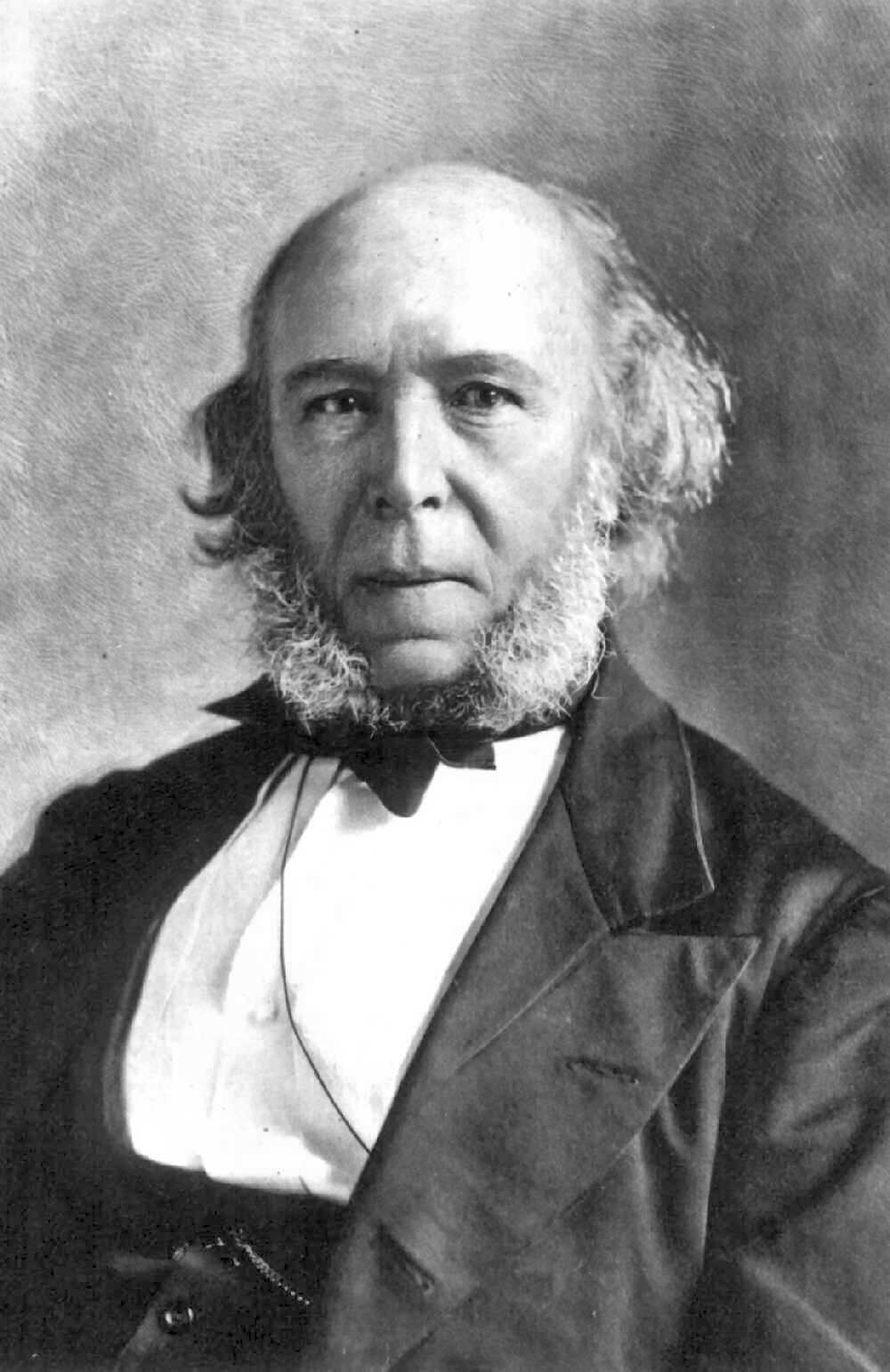
هربرت‌اسپنسر

هربرت اسپنسر (بریتانیا، ۱۸۲۰–۱۹۰۳)، فیلسوف، روان‌شناس، و جامعه‌شناس. آنچه را «قانون آزادی برابر» می‌نامید، پیشبرد و علیه نظریه لیبرال مبنی بر ترویج دولت فعال‌تر استدلال کرد که آن را «شکل جدیدی از توریگرایی» نامید. او از دولتی حمایت می‌کرد که وظایفش محدود به دفاع از افراد و دارایی آنها بود. برای اسپنسر، همکاری داوطلبانه ویژگی پر جنب و جوش‌ترین شکل جامعه بود که بیشترین تنوع اعضا و بیشترین تنوع اهداف را در بر می‌گرفت. رویکرد تکامل اسپنسر به عنوان بسط تبیین آدام اسمیت «دست نامرئی» از نظم اقتصادی توصیف شده‌است. کار گسترده او در مورد همدردی (در روان‌شناسی و همچنین بنیاد اخلاق، به ویژه در داده‌های اخلاق) به صراحت رویکرد اسمیت را در نظریه عواطف اخلاقی ادامه داد. اسپنسر اغلب به عنوان یک داروینیست اجتماعی پیشرو شناخته می‌شود.
- ادبیات مشارکتی:
  - ایستایی اجتماعی، ۱۸۵۱
  - اصول اخلاق، ۱۸۷۹، ۱۸۹۲
  - انسان در مقابل دولت، ۱۸۸۴
  - مقالات، علمی، سیاسی و نظری، ۱۸۹۲

### ابراهیم شیناسی
ابراهیم شیناسی (امپراتوری عثمانی، ۱۸۲۶–۱۸۷۱)، نویسنده، روزنامه‌نگار، مترجم و سردبیر روزنامه
در چند زمینه مبتکر بود:
- یکی از اولین نمونه‌های نمایشنامه عثمانی را نوشت.
- گرایش به ترجمه شعر از فرانسوی به ترکی را تشویق کرد.
- خط را ساده کرد که برای نوشتن زبان ترکی عثمانی استفاده می‌شد.
- از اولین نویسندگان عثمانی بود که به‌طور خاص برای عموم مردم نوشت.

سیناسی از روزنامه‌های خود به نام‌های «ترجمان احوال» و «تصویر افکار» برای ترویج و تکثیر آرمان‌های روشنگری اروپایی در طول دوره تنظیمات استفاده کرد.
و تحصیل عثمانیان باسواد را پیشه شخصی خود قرار داد. اگرچه بسیاری از پروژه‌های شیناسی در زمان مرگش ناقص بود ولی او برای توسعه مسایل حل‌نشده تلاش بسیاری نمود. شیناسی، تحت تأثیر تفکر عصر روشنگری، آزادی بیان را یک حق اساسی می‌دانست و از روزنامه‌نگاری برای تعامل، ارتباط و آموزش عمومی استفاده می‌کرد. شیناسی در صحبت مستقیم با مردم در مورد امور دولت اعلام کرد که اقدامات دولت صرفاً به نفع دولت نیست.
- آثار:
  - ترجمه شعر، ۱۸۵۹ (ترجمه اشعاری از فرانسوی لافونتن، لامارتین، ژیلبر و راسین)
  - ازدواج شاعر، ۱۸۵۹، اولین نمایشنامه عثمانی، «عروسی یک شاعر»)[۱۳]
  - دوروب امسال عثمانیه (۱۸۶۳، اولین کتاب ضرب‌المثل‌های ترکی)
  - منتهی اشعر، ۱۸۶۳

### توماس هیل گرین
توماس هیل گرین (بریتانیا، ۱۸۳۶–۱۸۸۲)

### اوبرون هربرت
اوبرون هربرت (بریتانیا، ۱۸۳۸–۱۹۰۶)

### کارل منگر
کارل منگر (اتریش، ۱۸۴۰–۱۹۲۱)، اقتصاددان
- ادبیات مشارکتی:
  - اصول اقتصاد، ۱۸۷۱
  - پژوهش در روش علوم اجتماعی و به ویژه اقتصاد سیاسی، ۱۸۸۳
  - اشتباهات تاریخ گرایی در اقتصاد آلمان، ۱۸۸۴
  - نظریه سرمایه، ۱۸۸۸

### ویلیام گراهام سامنر

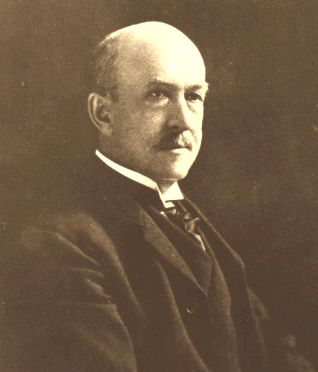
ویلیام‌گراهام‌سامنر

ویلیام گراهام سامنر (ایالات متحده، ۱۸۴۰–۱۹۱۰) جامعه‌شناس
- ادبیات مشارکتی:
  - سوسیالیسم، ۱۸۷۸
  - برهان علیه تعرفه‌های حفاظتی، ۱۸۸۱
  - مالیات و دستمزدهای حفاظتی، ۱۸۸۳
  - تلاش پوچ برای برگرداندن جهان، ۱۸۸۳
  - دخالت دولت، ۱۸۸۷
  - محافظت‌گرایی: گرایی که می‌آموزد اسراف باعث ثروت می‌شود، ۱۸۸۷
  - مرد فراموش شده و مقالات دیگر، ۱۹۱۷

### لستر فرانک وارد

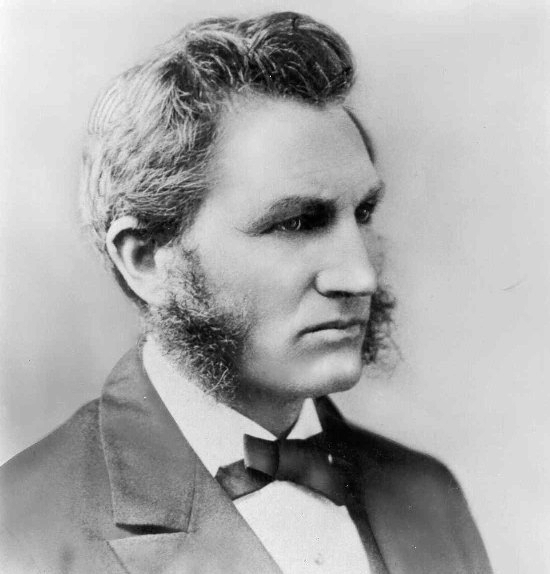
لسترفرانک‌وارد

لستر فرانک وارد (ایالات متحده، ۱۸۴۱–۱۹۱۳) گیاه‌شناس، دیرینه‌شناس و جامعه‌شناس بود. او اولین رئیس انجمن جامعه‌شناسی آمریکا بود. وارد یکی از منتقدان سرسخت سیاست‌های لسه فری بود که هربرت اسپنسر و ویلیام گراهام سامنر از آن حمایت می‌کردند.
- ادبیات مشارکتی:
- جامعه‌شناسی پویا: یا علوم اجتماعی کاربردی که بر اساس جامعه‌شناسی ایستا و علوم کمتر پیچیده‌است، ۱۸۸۳
- عوامل روانی تمدن، ۱۸۹۳
- جامعه‌شناسی محض: رساله‌ای در منشأ و توسعه خود به خودی جامعه، ۱۹۰۳
- جامعه‌شناسی کاربردی: رساله‌ای در مورد بهبود آگاهانه جامعه توسط جامعه، ۱۹۰۶

آثار اصلی وارد را می‌توانید اینجا بیابید: 

### لوجو برنتانو
لودویگ جوزف برنتانو (آلمان، ۱۸۴۴–۱۹۳۱)

### توماش ماساریک
توماش گاریگ ماساریک (چکسلواکی، ۱۸۵۰–۱۹۳۷)

### اویگن بوم فون باورک
اویگن بوم فون باورک (اتریش، ۱۸۵۱–۱۹۱۴)
- ادبیات مشارکتی:
  - «سرمایه و بهره» (سرمایه و بهره)، در سه جلد، ۱۸۸۴، ۱۸۸۹ و ۱۹۰۹
  - «نظریه مثبت سرمایه» (نظریه مثبت سرمایه و منتقدان آن، در سه جلد، ۱۸۹۵ و ۱۸۹۶
  - «تا پایان نظام مارکسیستی» (کارل مارکس و نزدیک شدن به نظام او)، ۱۸۹۸

### لوئیس براندیس
لوئیس براندیس (۱۸۵۶–۱۹۴۱)

### تورشتاین وبلن

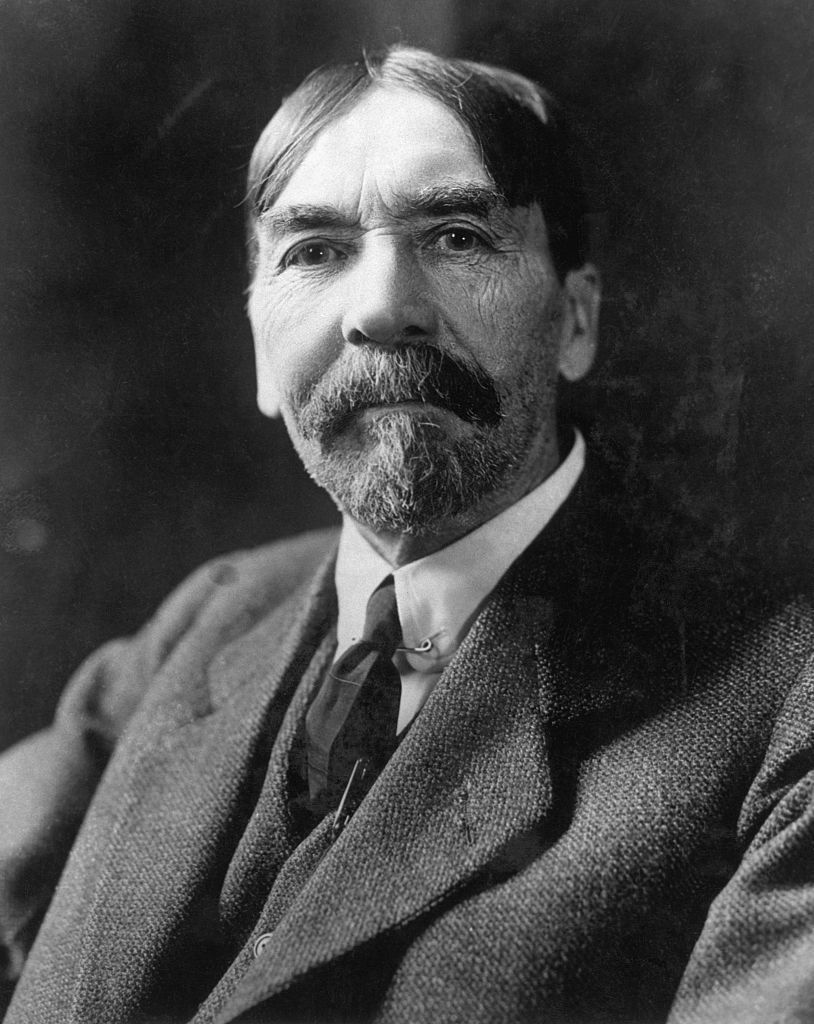
تورشتاین وبلن

تورشتاین وبلن (ایالات متحده، ۱۸۵۷–۱۹۲۶) بیشتر به عنوان نویسنده کتاب نظریه طبقه تن‌آسا شناخته می‌شود. وبلن بر نسلی از لیبرالیسم آمریکایی تأثیرگذار بود که در جستجوی مبنایی منطقی برای اقتصاد فراتر از ادغام شرکت‌ها و رقابت گلوگاهی بودند. بحث اصلی وبلن این بود که افراد برای تبدیل شدن به یک شهروند تحصیلکرده به زمان کافی غیراقتصادی نیاز دارند. او به خاطر خود مصرف مواد خالص و این ایده به طرز تندخویی حمله کرد که مطلوبیت برابر با مصرف‌گرایی خودنمایانه است.
- ادبیات مشارکتی:
  - نظریه طبقه تن‌آسا

### جان دیویی

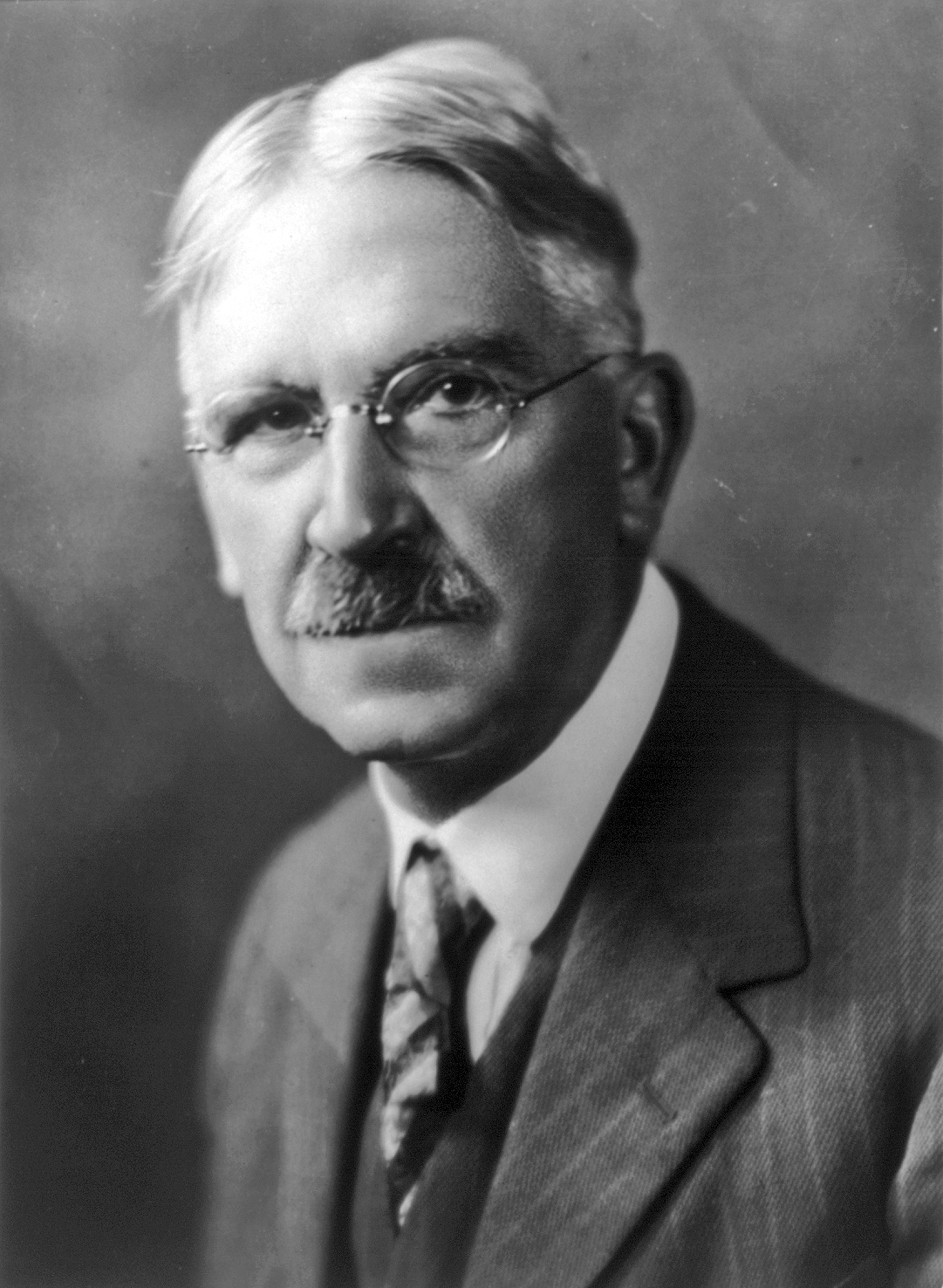
جان دیویی

جان دیویی (ایالات متحده، ۱۸۵۹–۱۹۵۲)
- ادبیات مشارکتی:
  - «لیبرالیسم و کنش اجتماعی»، ۱۹۳۵
  - «دموکراسی و آموزش»

### فریدریش ناومان
فریدریش ناومان (آلمان، ۱۸۶۰–۱۹۱۹): سیاستمدار و عضو حزب نازی آلمان

### سانتری آلکیو

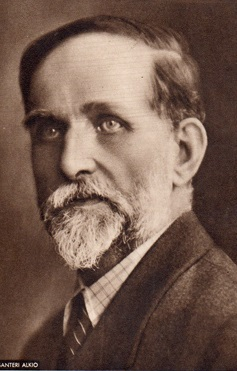
سانتری آلکیو

سانتری آلکیو (فنلاند، ۱۸۶۲–۱۹۳۰): سیاستمدار، نویسنده و روزنامه‌نگار، پدر ایدئولوژیک حزب میانه‌روی فنلاند، رهبر حزب مرکزی فنلاند
- ادبیات مشارکتی:
  - عصر جدید، ۱۹۱۴
  - پدرسالاری، ۱۹۱۶
  - مرد و شهروند، ۱۹۱۹

### ماکس وبر

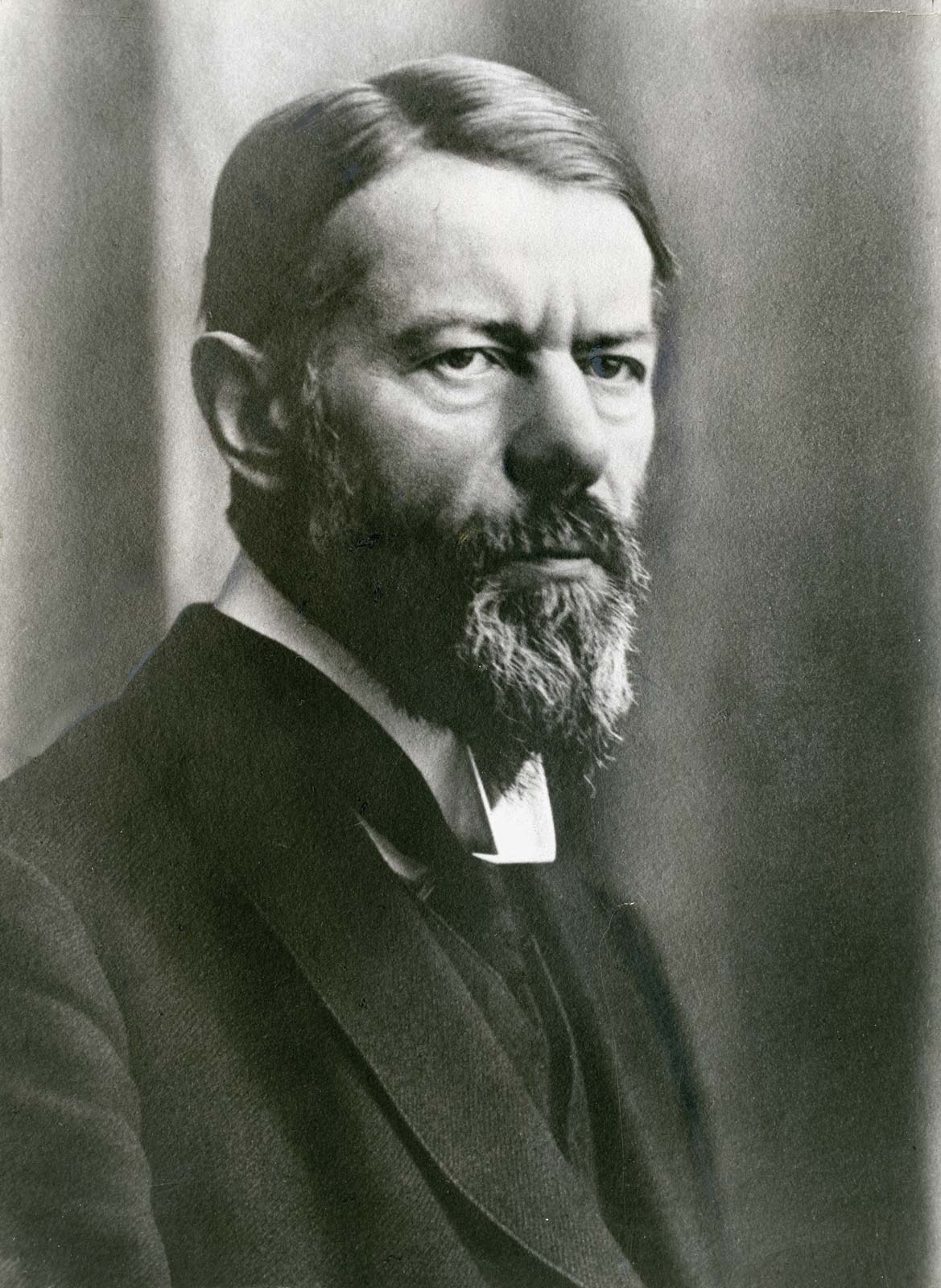
ماکس وبر

ماکس وبر (آلمان، ۱۸۶۴–۱۹۲۰) جامعه‌شناس، نظریه‌پرداز قدرت دولتی و رابطه فرهنگ با اقتصاد بود. استدلال کرد یک مؤلفه اخلاقی در سرمایه‌داری وجود دارد که ریشه در ارزش‌های «پروتستانی» دارد. وبر همراه با فریدریش ناومان در اتحادیه اجتماعی ملی و سپس در حزب دموکرات آلمان فعال بود.
- ادبیات مشارکتی:
  - اخلاق پروتستانی و روح سرمایه‌داری، ۱۹۰۴؛ )
  - اقتصاد و جامعه: طرح کلی جامعه‌شناسی تفسیری

### لئونارد هابهاوس
لئونارد هابهاوس (بریتانیا، ۱۸۶۴–۱۹۲۹)
- ادبیات مشارکتی:
  - «لیبرالیسم»، ۱۹۱۱

### بِندِتو کروچه
بندیتو کروچه (ایتالیا، ۱۸۶۶–۱۹۵۲)
- ادبیات مشارکتی:
  - لیبرالیسم چیست؟، ۱۹۴۳

### والتر راتناو
والتر راتناو (آلمان، ۱۸۶۷–۱۹۲۲)

### سر لئو چیوزا پول
لئو چیوزا پول (بریتانیا، ۱۸۷۰–۱۹۴۴)
یک نظریه‌پرداز اقتصادی ایتالیایی الاصل که در دهه ۱۸۹۰ به بریتانیا نقل مکان کرد، جایی که نام خود را به عنوان یک سیاستمدار، روزنامه‌نگار و نویسنده مطرح کرد. در سال‌های اولیه قرن بیستم، دیدگاه‌های او مورد توجه دو نخست‌وزیر آینده، دیوید لوید جورج و وینستون چرچیل قرار گرفت. او پس از مدتی به عنوان منشی خصوصی پارلمانی لوید جورج، وزیر دولت در مراحل آخر جنگ جهانی اول بود.

### ویلیام بوریج
ویلیام بوریج (بریتانیا، ۱۸۷۹–۱۹۶۳)
- ادبیات مشارکتی:
  - «اشتغال کامل در یک جامعه آزاد»، ۱۹۴۴
  - «چرا من یک لیبرال هستم»، ۱۹۴۵

### لودویگ فون میزس

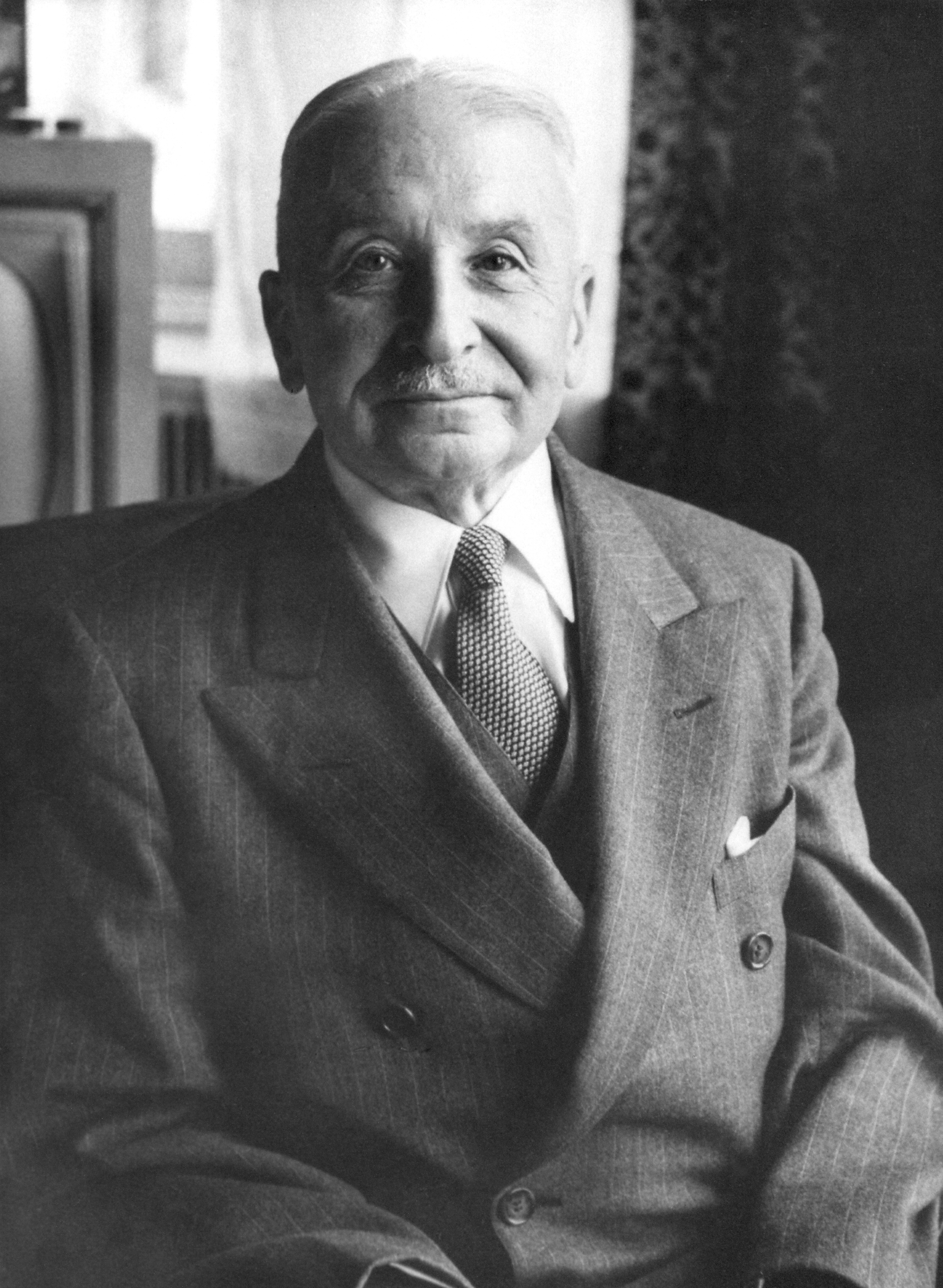
لودویگ‌فون‌میزس

لودویگ فون میزس (اتریش/ایالات متحده، ۱۸۸۱–۱۹۷۳)
- ادبیات مشارکتی:
  - «سوسیالیسم»، ۱۹۲۲
  - «لیبرالیسم»، ۱۹۲۷
  - «دولت قادر مطلق»، ۱۹۴۴
  - «کنش انسانی»، ۱۹۴۹

### خوزه ارتگا یی گاست
خوزه ارتگا یی گاست (اسپانیا، ۱۸۸۳–۱۹۵۵)
- ادبیات مشارکتی:
  - «شورش توده‌ها»، ۱۹۳۰

### سالوادور د ماداریاگا
سالوادور د ماداریاگا (اسپانیا، ۱۸۸۶–۱۹۷۸). یکی از نویسندگان اصلی مانیفست آکسفورد در سال ۱۹۴۷.

### آدولف برل
آدولف برل (ایالات متحده، ۱۸۹۵–۱۹۷۱) نویسنده «شرکت مدرن و دارایی خصوصی» بود که اهمیت تمایز بین مدیریت شرکت‌ها و سهامدارانی که مالک هستند را توضیح می‌داد. تأثیرگذار در نظریه سیاست نیو دیل.
- ادبیات مشارکتی با گاردینر به معنی:
  - «شرکت مدرن و املاک خصوصی»

### ویلهلم رپکه
ویلهلم رپکه (آلمان، ۱۸۹۹–۱۹۶۶)
- ادبیات مشارکتی:
  - «تجزیه اقتصادی بین‌المللی»، ۱۹۴۲
  - «بحران اجتماعی زمان ما»، ۱۹۴۲
  - سیویتاس هومانا، ۱۹۴۴
  - «نظم بین‌المللی و یکپارچگی اقتصادی»، ۱۹۴۵
  - «راه حل مسئله آلمان»، ۱۹۴۶

### برتیل اوهلین
برتیل اوهلین (سوئد، ۱۸۹۹–۱۹۷۹)
- ادبیات مشارکتی:
  - «تجارت بین منطقه ای و بین‌المللی»، ۱۹۳۳

### فریدریش هایک

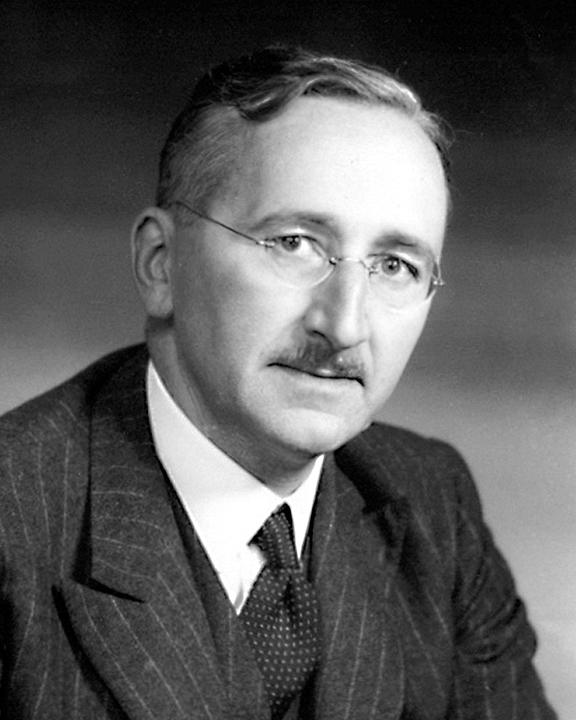
فریدریش‌هایک

فریدریش هایک (اتریش / بریتانیا / ایالات متحده / آلمان، ۱۸۹۹–۱۹۹۲) از نظر هایک، نقش مرکزی دولت باید حفظ حاکمیت قانون، با کمترین مداخله خودسرانه ممکن باشد. او برنده جایزه یادبود نوبل علوم اقتصادی و پیش‌بینی کننده رکود بزرگ مانند اقتصاددان و مربی مدرسه اتریشی، لودویگ فون میزس.
- ادبیات مشارکتی:
  - راه بندگی، ۱۹۴۴ 
  - قانون اساسی آزادی، ۱۹۶۰
  - قانون، قانون‌گذاری و آزادی، در سه جلد، ۱۹۷۳، ۱۹۷۶ و ۱۹۷۹

### کارل پوپر

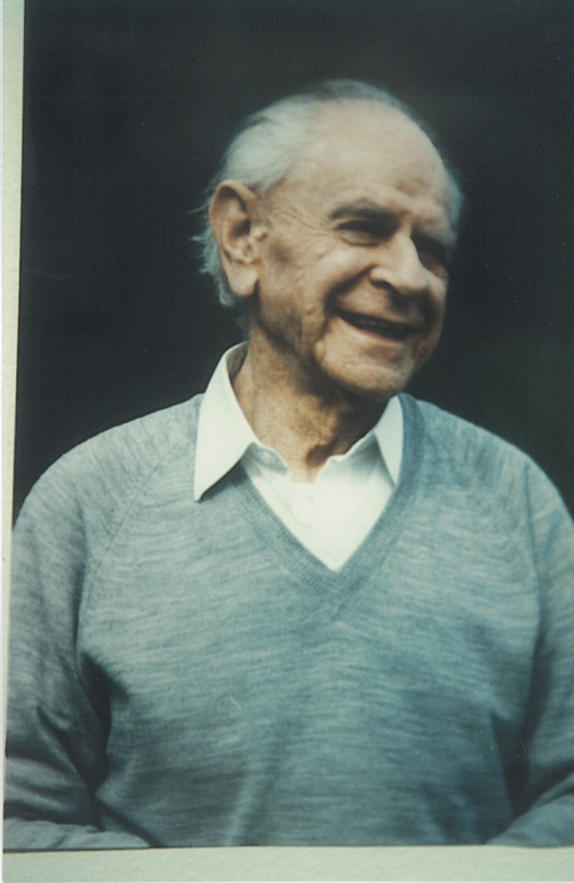
کارل پوپر

کارل رایموند پوپر (اتریش / بریتانیا، ۱۹۰۲–۱۹۹۴) ایده جامعه باز را توسعه داد که با احترام به طیف گسترده‌ای از عقاید و رفتارها و ترجیح اصلاحات سیاسی جسورانه اما تکه‌تکه نسبت به ایستایی محافظه کارانه یا اتوپیایی انقلابی مشخص می‌شود. از نظر او، همه نظریه‌های ساده‌گرایانه و بزرگ تاریخ و جامعه دارای ویژگی مشترکی بودند که او تاریخ‌گرایی نامید که از نظر او به افلاطون برمی گردد در حالی که جامعه باز منعکس کننده
اشتباه‌گرایی روش‌شناختی است که توسط پوپر در آثار پیشین خود در مورد فلسفه علم پیشگام بود.
- ادبیات مشارکتی:
  - جامعه باز و دشمنان آن، ۱۹۴۵
  - فقر تاریخ‌گرایی، ۱۹۶۱

### آلن پیتون
آلن پیتون (آفریقای جنوبی، ۱۹۰۳–۱۹۸۸) با کتاب خود گریه، کشور محبوب به موضع آشکار ضد آپارتاید لیبرالیسم آفریقای جنوبی کمک کرد.
حزب او، حزب لیبرال آفریقای جنوبی توسط دولت آپارتاید ممنوع شد.
- ادبیات مشارکتی:
  - بنال وطن، ۱۹۴۸
  - آه، اما سرزمین تو زیباست، ۱۹۸۳

### آین رند
آین رند (ایالات متحده، ۱۹۰۵–۱۹۸۲) یک فیلسوف اخلاقی و سیاسی رادیکال و تأثیرگذار بود.
او ادعا کرد طرفداری او از نفع شخصی قوی در اخلاق تحت تأثیر متفکران ارسطو، آکویناس و لاک قرار گرفته‌است.
طرفداری او از سرمایه‌داری ناب آزاد تحت تأثیر اقتصاددانان لیبرال کلاسیک میزس و هایک بود.
- ادبیات مشارکتی:
  - فضیلت خودخواهی، ۱۹۶۳
  - سرمایه‌داری: ایده‌آل ناشناخته، ۱۹۶۶

### ریمون آرون

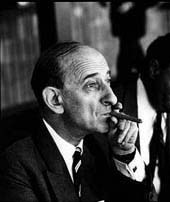
ریمون آرون

ریمون آرون (فرانسه، ۱۹۰۵–۱۹۸۳)
- ادبیات مشارکتی:
  - مقالاتی در مورد آزادی‌ها، ۱۹۶۵
  - دموکراسی و توتالیتاریسم، ۱۹۶۵

### دونالد بارکلی مولتنو
دونالد بارکلی مولتنو (آفریقای جنوبی ۱۹۰۸–۱۹۷۲)، معروف به «دیلیزینتابا» («کسی که کوه‌ها را برمی‌دارد»)، یک وکیل قانون اساسی و یک نماینده پارلمان بود، اما بالاتر از همه، یک علمی. کار او در قانون اساسی بر حقوق مدنی و مخالفت شدید او با سیاست‌های جدایی‌طلبانه آپارتاید متمرکز بود.

### جان کنت گالبرایت

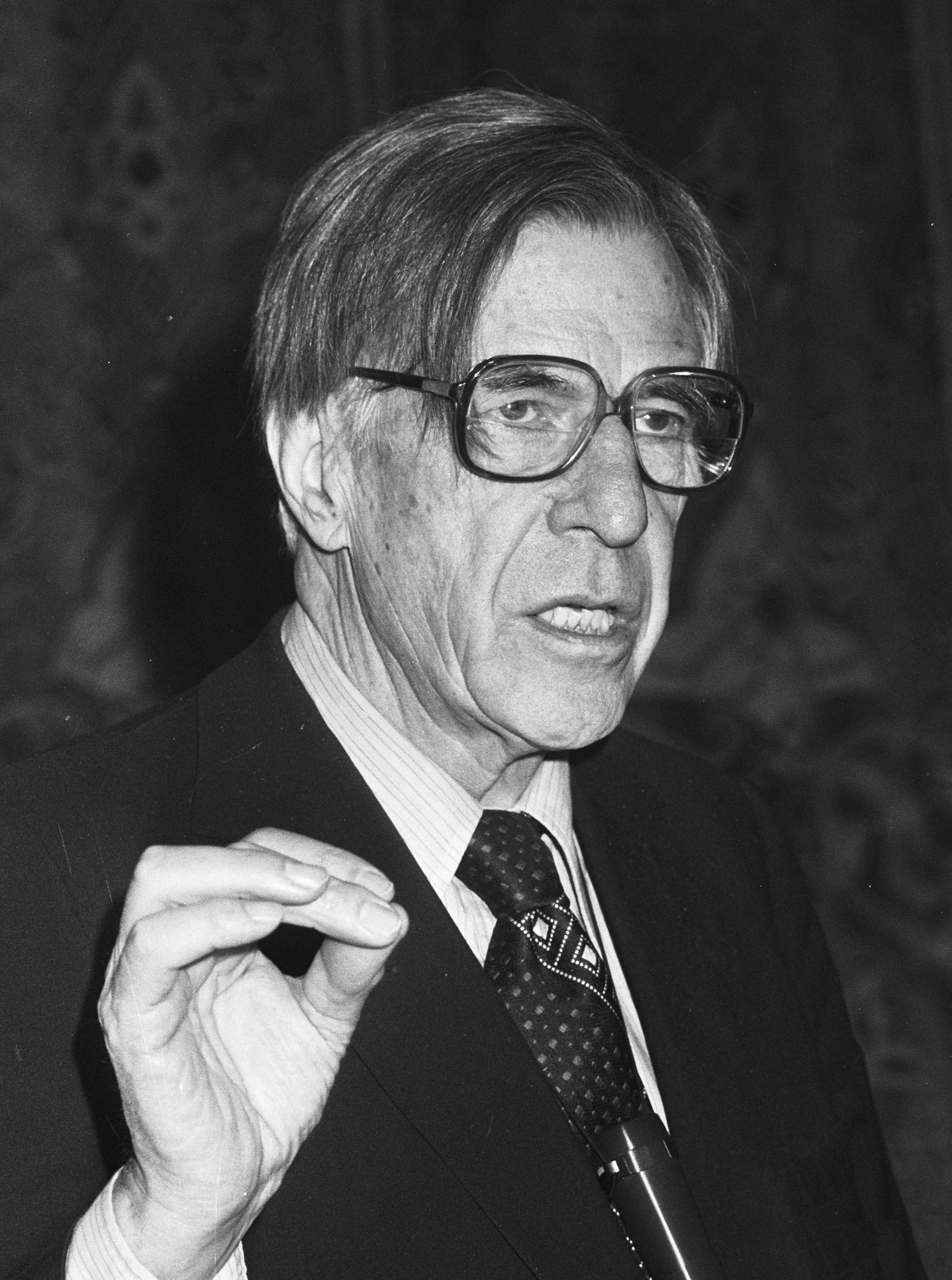
جان‌کنت‌گالبرایت

جان کنت گالبرایت (اقتصاددان کانادایی الاصل که در ایالات متحده کار می‌کرد، ۱۹۰۸–۲۰۰۶)
- ادبیات مشارکتی:
  - جامعه مرفه، ۱۹۵۸
  - ساعت لیبرال، ۱۹۶۰

### آیزایا برلین
ایزایا برلین (لتونی / بریتانیا، ۱۹۰۹–۱۹۹۷) به دلیل تلاشش برای تمایز «دو مفهوم از آزادی» مشهور است. برلین استدلال می‌کرد آنچه او آزادی «مثبت» و «منفی» می‌خواند مفاهیم متضادی هستند. تصورات مثبت فرض می‌کردند آزادی تنها زمانی حاصل می‌شود که قدرت جمعی (به شکل کلیسا یا دولت) برای «رهایی» نوع بشر از بدترین جنبه‌های آن عمل کند، برلین احساس می‌کرد اینها به سمت توتالیتاریسم گرایش دارند. در مقابل، مفاهیم منفی استدلال می‌کردند آزادی زمانی حاصل می‌شود که افراد حداکثر آزادی را از محدودیت‌های بیرونی داشته باشند. (تا زمانی که اینها به آزادی دیگران برای دستیابی به شرایط مشابه خدشه وارد نکرده باشد). برلین همچنین منتقد خردگرایی جزمی روشنگری بود، به این دلیل که قادر به انطباق با کثرت‌گرایی ارزشی نبود.
- ادبیات مشارکتی:
  - «دو مفهوم آزادی»، ۱۹۵۸
  - «چهار مقاله دربارهٔ آزادی»، ۱۹۶۹
  - «از امید و ترس آزاد می‌شود»، ۱۹۷۸
  - «آزادی و خیانت به آزادی: شش دشمن آزادی بشر»: ترجمه عزت‌الله فولادوند

### میلتون فریدمن
میلتون فریدمن (ایالات متحده آمریکا، ۱۹۱۲–۲۰۰۶)، برنده جایزه نوبل اقتصاد و یک لیبرال کلاسیک و آزادیخواه، به دلیل قانون فریدمن، قانون k درصد فریدمن و آزمون فریدمن مشهور بود.
- ادبیات مشارکتی:
  - سرمایه‌داری و آزادی، ۱۹۶۲
  - تاریخ پولی ایالات متحده، ۱۹۶۳
  - آزاد به انتخاب: یک بیانیه شخصی، ۱۹۸۰

### جیمز مک‌گیل بیوکنن
جیمز مک‌گیل بیوکنن (ایالات متحده، ۱۹۱۹–۲۰۱۳) او به‌خاطر نظریه‌های اقتصادیش در مورد فرایند سیاسی شناخته می‌شود که از اولین کسانی بود که مفهوم سیاستمداران را به‌عنوان کنشگران منطقی جدی گرفتند که به انگیزه‌ها پاسخ می‌دهند. برای کار در زمینه قضیه انتخاب عمومی، در ۱۹۸۶ جایزه یادبود نوبل علوم اقتصادی را کسب کرد.
- ادبیات مشارکتی:
  - حساب رضایت / با گوردون تولاک، ۱۹۶۲
  - محدودیت‌های آزادی، ۱۹۷۵
  - دموکراسی در کسری / با ریچارد ای. واگنر، ۱۹۷۷
  - قدرت مالیات / با جفری برنان، ۱۹۸۰
  - دلیل قوانین / با جفری برنان، ۱۹۸۵

### موری نیوتن روثبارد
موری راتبارد (ایالات متحده، ۱۹۲۶–۱۹۹۵) مبتکر آنارکو-کاپیتالیسم مدرن و اقتصاددان و تاریخدان اقتصادی مکتب اتریش بود. او به‌طور گسترده به عنوان یکی از مهمترین مدافعان آزادی و آزادی در اواخر قرن بیستم شناخته می‌شود. او در طول زندگی خود با جنبش‌های سیاسی مختلف، به ویژه با این رند و بعد حزب لیبرترین ایالات متحده درگیر بود. تأثیر او در جنبش‌های آزادیخواهانه و آنارکو-سرمایه‌داری ماندگار است.
- ادبیات مشارکتی:
  - انسان، اقتصاد و حکومت، ۱۹۶۲
  - برای یک آزادی جدید: مانیفست آزادیخواه، ۱۹۷۳
  - در آزادی تصور شد، ۱۹۷۵–۱۹۷۹
  - اخلاق آزادی، ۱۹۸۲
  - چشم‌انداز اتریشی در تاریخ اندیشه اقتصادی، ۱۹۹۵

### لشک کولاکوفسکی
لشک کولاکوفسکی (لهستان، ۱۹۲۷–۲۰۰۹)، فیلسوف و مورخ عقاید. او الهام بخش اصلی اتحادیه همبستگی سولیدارنوشچ لهستان بود.
- ادبیات مشارکتی:
  - فرد و بی‌نهایت: آزادی و ضدیت‌های آزادی در فلسفه اسپینوزا، ۱۹۵۸
  - گفتگو با شیطان (منتشر شده با کلید بهشت تحت عنوان شیطان و کتاب مقدس)، ۱۹۷۳
  - از هیوم تا دایره وین (ویرایش اول: «بیگانگی عقل»، سپس «فلسفه پوزیتیویستی از هیوم تا دایره وین»)

### رالف دارندورف

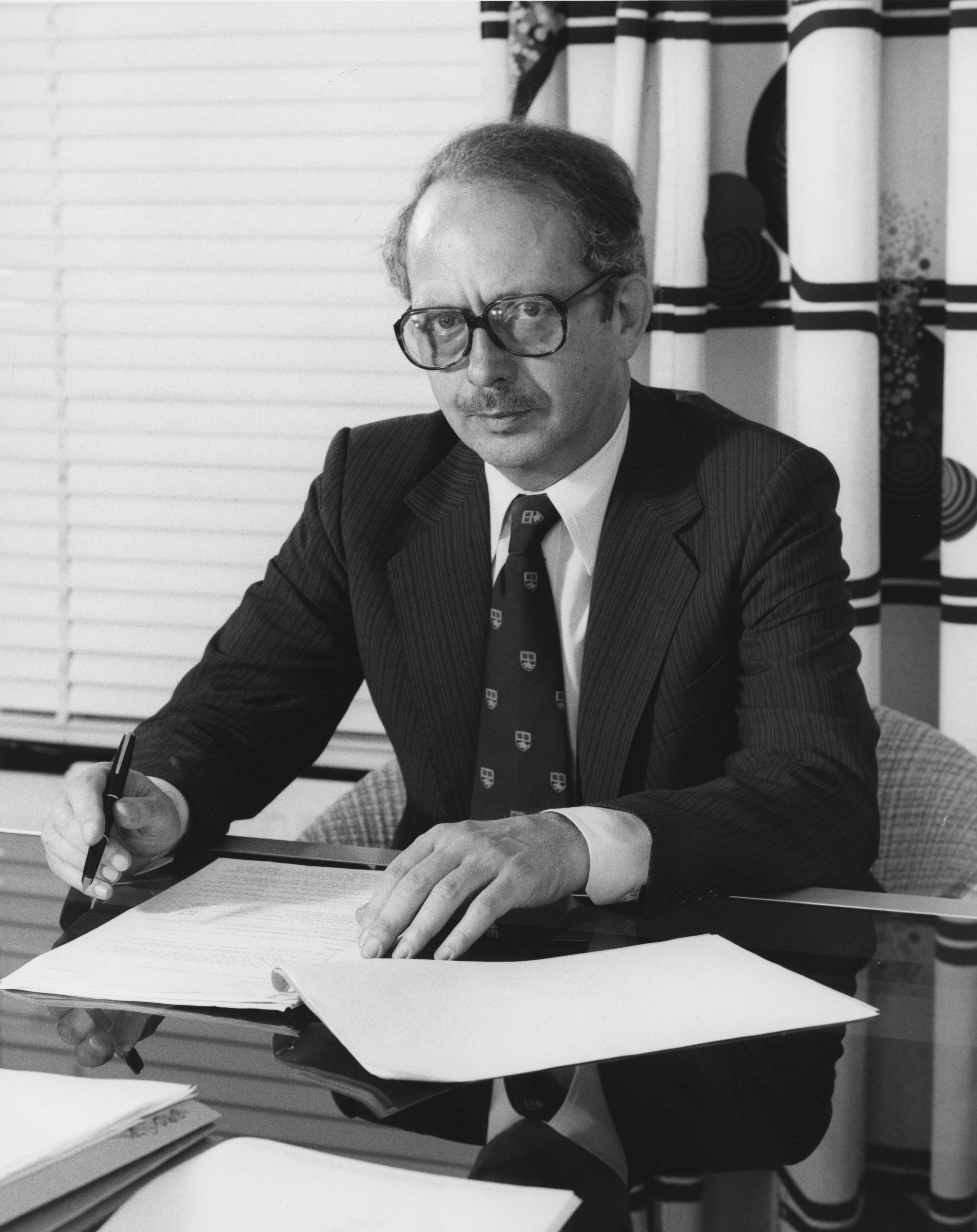
رالف دارندورف

رالف دارندورف (آلمان / بریتانیا، ۱۹۲۹–۲۰۰۹)
- ادبیات مشارکتی:
  - شانس‌های بحران: در مورد آینده لیبرالیسم، ۱۹۸۳
  - تکه‌هایی از لیبرالیسم جدید، ۱۹۸۷

### کارل هرمان فلاش
کارل هرمان فلاش (آلمان، ۱۹۲۹–۱۹۷۳) روزنامه‌نگار، یکی از نظریه‌پردازان اصلی اصول سوسیال لیبرال جدید حزب دموکرات آزاد آلمان بود. او لیبرالیسم را به وضوح نقطه مقابل محافظه‌کاری قرار می‌دهد و راه را برای ائتلاف دولتی با سوسیال دموکرات‌ها باز کرد.

### جوزف راز
جوزف راز (بریتانیا، متولد ۱۹۳۹)
- ادبیات مشارکتی:
  - اخلاق آزادی

### رونالد دورکین
رونالد دورکین (ایالات متحده، ۱۹۳۱–۲۰۱۳)
- ادبیات مشارکتی:
  - فضیلت حاکم: نظریه و عمل برابری
  - عدالت برای جوجه تیغی

### ریچارد رورتی

ریچارد رورتی

ریچارد رورتی (ایالات متحده، ۱۹۳۱–۲۰۰۷) از فیلسوفان تحلیلی برجسته لیبرالیسم معاصر بود. ادعاهای اساسی او چنین است:
- لیبرالیسم به بهترین وجه به عنوان تلاش برای اجتناب از ستم به دیگران تعریف می‌شود.
- لیبرال‌ها باید این «طنز» تاریخی را بپذیرند که هیچ توجیه متافیزیکی برای باور آنها به اینکه ستمگر نبودن یک فضیلت است وجود ندارد.
- ادبیات نقش مهمی در توسعه همدلی لازم برای ترویج همبستگی (و در نتیجه عدم ظلم) بین انسان‌ها ایفا می‌کند.
- فلسفه خصوصی و گفتمان سیاسی عمومی شیوه‌های جداگانه‌ای هستند و باید به همین شکل باقی بمانند.

در خرداد ۱۳۸۴ در ایران چند سخنرانی ایراد نمود.
- ادبیات مشارکتی:
  - فلسفه و امید اجتماعی، ترجمهٔ عبدالحسین آذرنگ و نگار نادری
  - اولویت دموکراسی بر فلسفه، ترجمهٔ خشایار دیهیمی
  - پیشامد، بازی و همبستگی، ترجمهٔ پیام یزدانجو

### آمارتیا سن

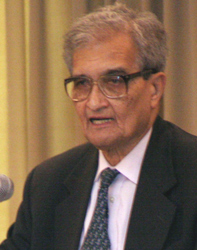
آمارتیا سن

آمارتیا سن (هند، ۱۹۳۳-) اقتصاددانی است که کار اولیه بر اساس کنث ارو (۲۳ اوت ۱۹۲۱–۲۱ فوریهٔ ۲۰۱۷) اقتصاددان آمریکایی، قضیه امکان عمومی و بر عدم امکان هر دو کارایی پارتو کامل و حقوق مبتنی بر رویه استوار بود. او برنده جایزه یادبود نوبل علوم اقتصادی برای کار خود در قحطی، اقتصاد رفاه و نظریه انتخاب اجتماعی شد و مدافع عقلانیت به عنوان محافظ اساسی آزادی و عدالت است. مفهوم تناقض لیبرالیسم از اوست.
- ادبیات مشارکتی:
  - توسعه به مثابه آزادی
  - سرخپوستان استدلالی
  - اندیشه عدالت

### رابرت نازیک
رابرت نازیک (ایالات متحده، ۱۹۳۸–۲۰۰۲) یک آزادیخواهی (یا دولت نگهبان شب بود). او از یک فلسفه سیاسی تقلیل‌گرای غیرقابل پوزش دفاع می‌کرد که با تحلیل دقیق جنبه‌های اخلاقی هر تعامل اجتماعی مشخص می‌شد، و از پرداختن به مسائل سخت فلسفی مانند تصاحب اصلی مالکیت ابایی نداشت. نوزیک بیشتر به دلیل ارائه توجیه یک حالت حداقلی با نشان دادن اینکه می‌توان آن را بدون هیچ گام ناعادلانه ایجاد کرد، شناخته شده‌است.
- ادبیات مشارکتی:
  - آنارشی، دولت، و اتوپیا، ۱۹۷۴

### هرناندو د سوتو
هرناندو د سوتو (پرو، ۱۹۴۱–) اقتصاددان، مدافع شفافیت و حقوق مالکیت خصوصی است، با این استدلال که دولت غیرشفاف منجر به عدم اعطای عنوان مناسب به اموال و در نتیجه «مرده شدن» می‌شود. سرمایه» که نمی‌تواند مبنای اعتبار قرار گیرد. استدلال می‌کند که قوانینی که دارایی را به کسانی که بیشترین توانایی را برای استفاده از آنها برای رشد اقتصادی دارند، اختصاص می‌دهد، به اصطلاح «حقوق متصرفان»، یک نوآوری مهم است.
- ادبیات مشارکتی:
  - راه دیگر، ۱۹۸۶.
  - راز سرمایه، ۲۰۰۰.

### مایکل میدوکرافت

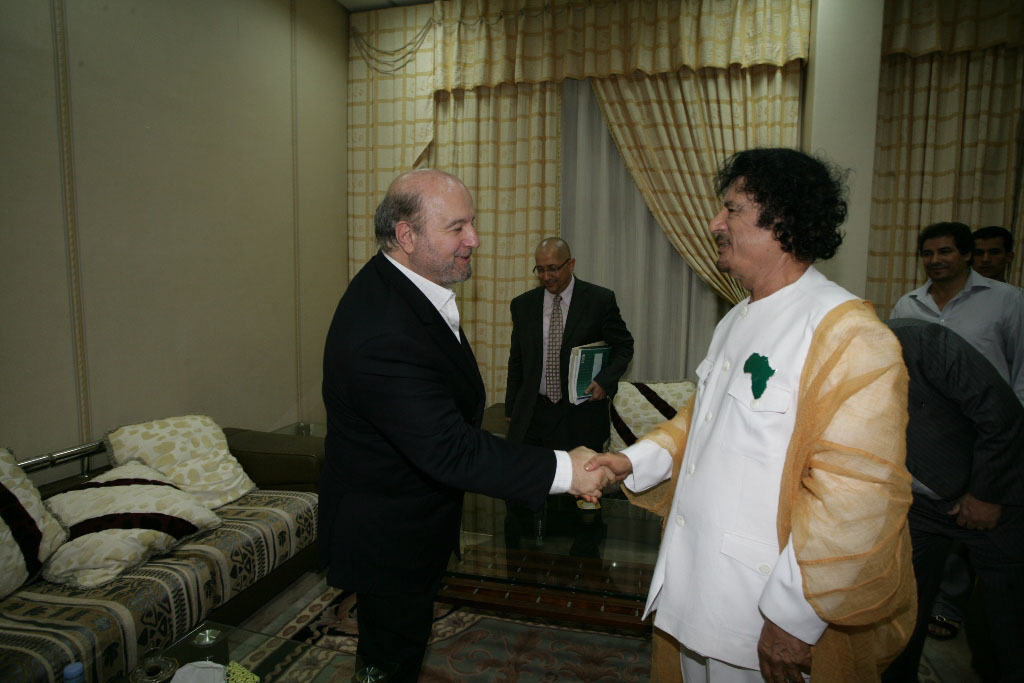
میدوکرافت. قذافی

مایکل میدوکرافت سیاستمدار بریتانیایی را به عنوان اصلی‌ترین، در واقع تقریباً تنها، فیلسوف لیبرالیسم کاربردی در حزب لیبرال قدیمی از اواخر دهه ۱۹۶۰ به بعد توصیف می‌کند. در مورد ادغام حزب لیبرال بریتانیا و حزب سوسیال دموکرات (بریتانیا) برای تشکیل حزب لیبرال دموکرات (بریتانیا)، میدوکرافت در ابتدا حزب لیبرال جدید را با دیگرانی بازسازی کرد که نمی‌خواستند فلسفه لیبرالیسم را به خطر بیندازند. با این حال، حزب لیبرال جدید تحت رهبری استیو رادفورد به‌طور فزاینده‌ای شکاکیت به اروپا شد و میدوکرافت در سال ۲۰۰۷ به حزب لیبرال دموکرات‌ها پیوست. او مرتباً در مورد اهمیت فلسفه سیاسی و اینکه اعضای لیبرال دموکرات‌ها به اعتقادات بیشتری نیاز دارند استدلال کرده‌است.
- ادبیات مشارکتی:
  - ارزش‌های لیبرال برای یک دهه جدید، ۱۹۷۹
  - لیبرالیسم و سوسیال دموکراسی، با دیوید مارکاند، ۱۹۸۱
  - تمرکز بر آزادی: موردی برای حزب لیبرال، (ویراست ۱) ۱۹۹۷، (ویراست ۲) ۲۰۰۱
  - دموکراسی‌های جدید: دارای پشتوانه یا تضعیف شده‌اند، ۲۰۰۱
  - تنوع در خطر: پلورالیسم و توسعه سیاست لیدز، ۲۰۰۹

### کارلوس سانتیاگو نینو
کارلوس سانتیاگو نینو (آرژانتین، ۱۹۴۳–۱۹۹۳)
- ادبیات مشارکتی:
  - اخلاق حقوق بشر

### بروس آکرمن
بروس آکرمن (ایالات متحده، ۱۹۴۳-)
- ادبیات مشارکتی:
  - ما مردم

### مارتا نوسبوم

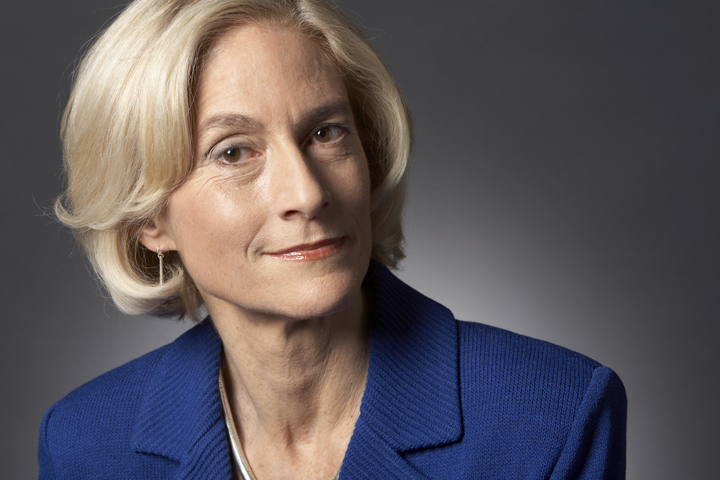
مارتا نوسبوم

مارتا نوسبوم (ایالات متحده آمریکا، ۱۹۴۷-) فیلسوف و ارنست فروند استاد برجسته خدمات حقوق و اخلاق در دانشگاه شیکاگو است. او در یونان باستان و فلسفه رومی، فلسفه سیاسی، اگزیستانسیالیسم، فمینیسم و اخلاق، از جمله حقوق حیوانات تخصص دارد. او در سال ۲۰۱۶ جایزه کیوتو در هنر و فلسفه، ۲۰۱۸ جایزه برگرون و ۲۰۲۱ جایزه هولبرگ را دریافت کرد.
- ادبیات مشارکتی:
  - شکنندگی خوبی (۱۹۸۶)
  - پرورش انسانیت: دفاع کلاسیک از اصلاحات در آموزش لیبرال (۱۹۹۷)
  - سکس و عدالت اجتماعی (۱۹۹۸)
  - پنهان شدن از انسانیت: انزجار، شرم و قانون (۲۰۰۴)
  - مرزهای عدالت: معلولیت، ملیت، عضویت در گونه‌ها (۲۰۰۶)
  - از انزجار تا انسانیت: جهت‌گیری جنسی و قانون اساسی (۲۰۱۰)

### ویل کیملیکا
ویل کیملیکا (کانادا، ۱۹۶۲-) در فلسفه خود می‌کوشد تعیین کند که آیا اشکال قومی یا اقلیت ملی‌گرایی با اصول لیبرال-دمکراتیک آزادی فردی، برابری اجتماعی و دموکراسی سیاسی سازگار است یا خیر. او در کتاب خود «شهروندی چند فرهنگی، نظریه لیبرال حقوق اقلیت‌ها» استدلال می‌کند که برخی از «حقوق متمایز گروهی» فرهنگ‌های اقلیت می‌تواند با این اصول لیبرال-دمکراتیک سازگار باشد.